# Barockgarten Großsedlitz

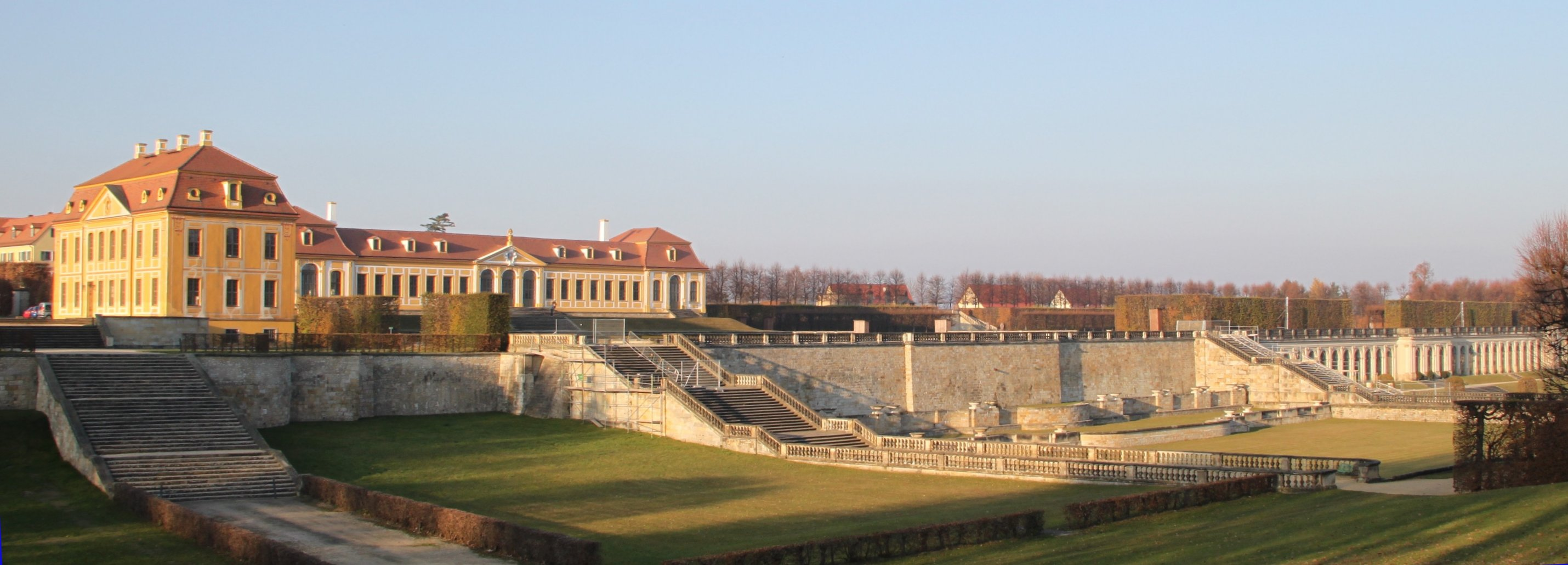
Barockgarten mit Friedrichschlösschen und Oberer sowie Unterer Orangerie

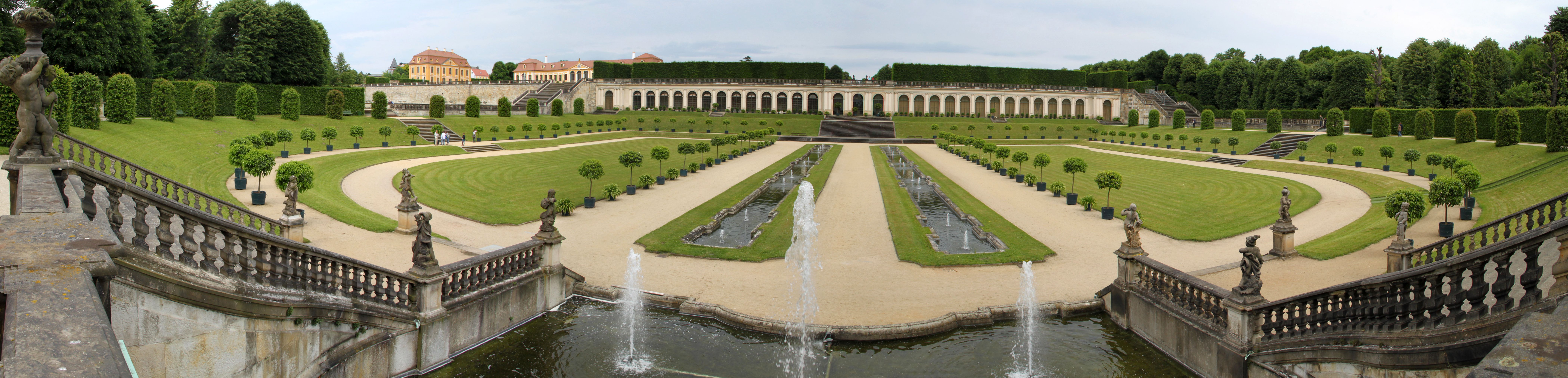
Blick von der „Stillen Musik“ über das untere Orangerieparterre auf die Untere Orangerie

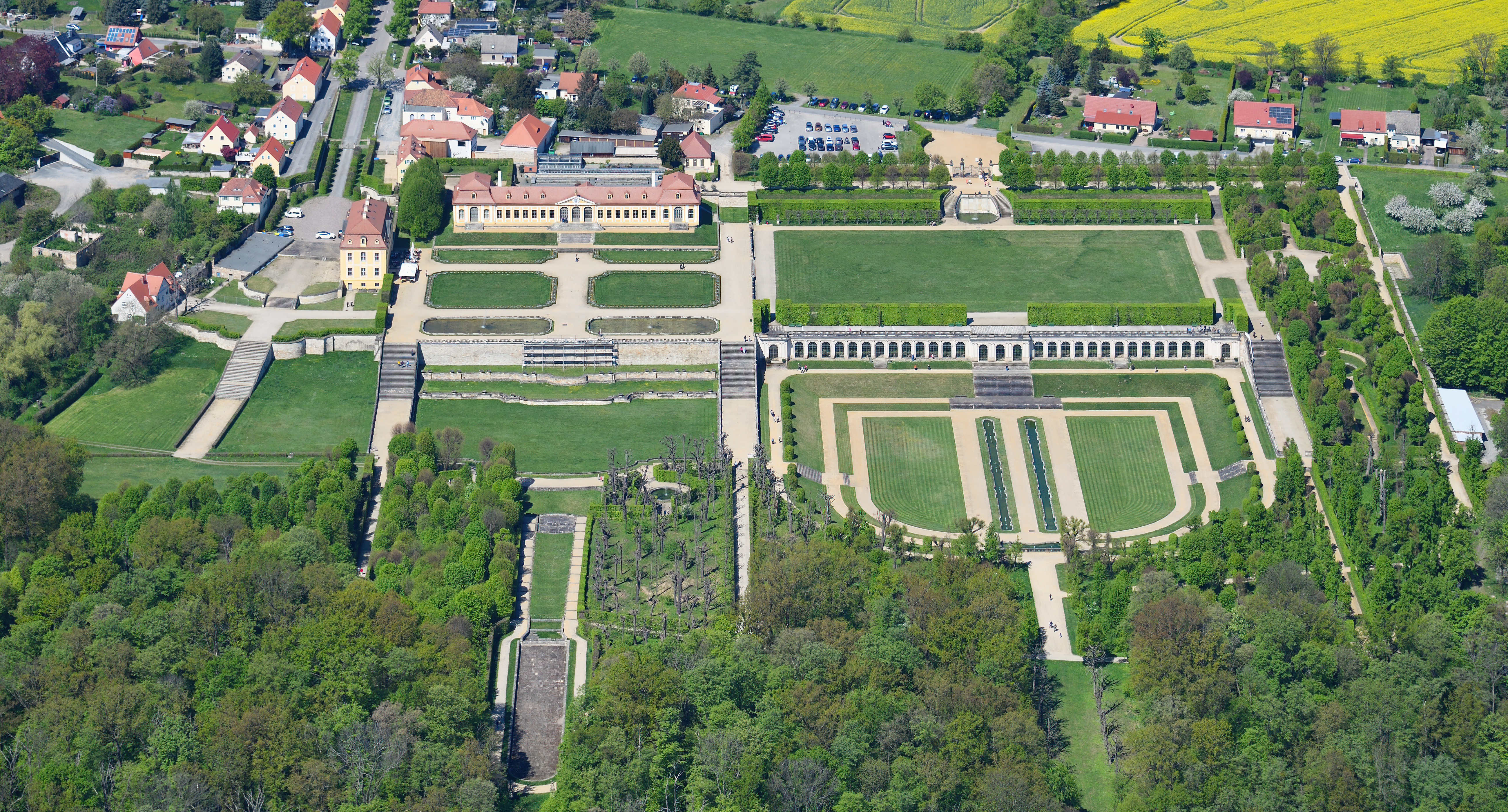
Luftbild der Anlage

Der Barockgarten Großsedlitz mit dem Friedrichschlösschen liegt auf einer Anhöhe des linken Elbufers südöstlich von Dresden in Großsedlitz, das zur Stadt Heidenau im Freistaat Sachsen gehört. Der Ort liegt auf einer Hochfläche zwischen den Tälern der Müglitz im Westen und der Seidewitz im Osten, die einen Ausläufer des Osterzgebirges darstellt. Von dort hat man einen Blick auf den Elbtalkessel.
Der etwa 18 Hektar große Garten gilt als überragendes Beispiel für französische Gartenbaukunst in Sachsen; er ist einer der authentischsten Barockgärten Deutschlands und zählt zu den bedeutendsten Werken des Dresdner Barock, dessen drei führende Architekten ihn gestalteten. Bemerkenswert ist auch die Vielzahl an Pomeranzen, welche die Architektur des terrassenförmigen Gartenraumes unterstreichen.

## Geschichte

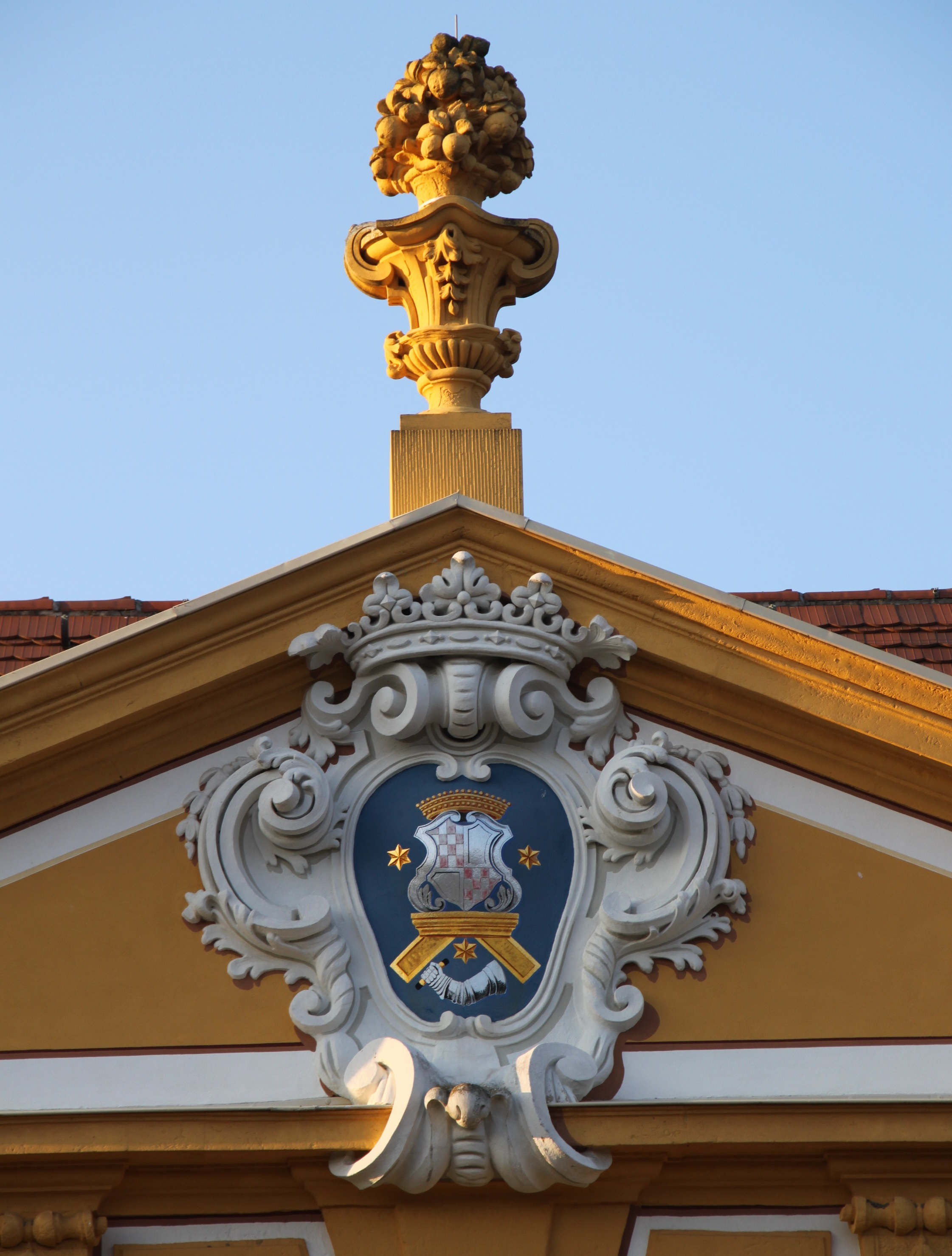
Wappen Wackerbarths im Giebelfeld der Oberen Orangerie

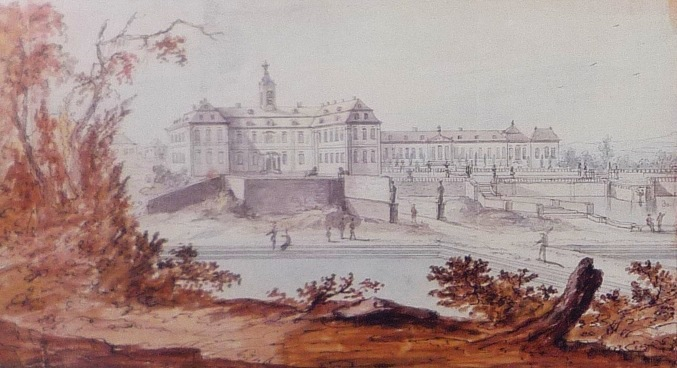
Schloss und Garten um 1723

Plan der Anlage (um 1756)

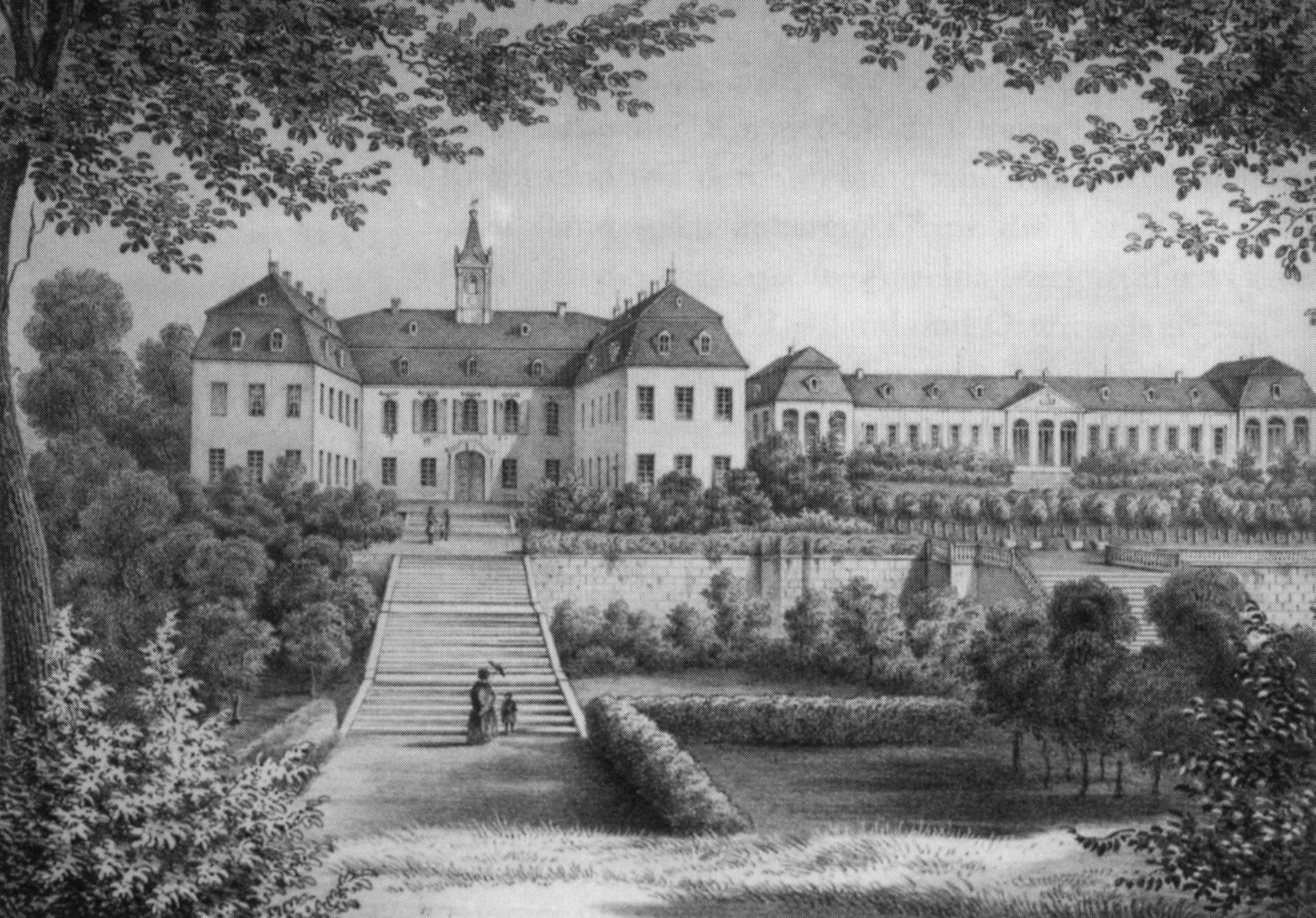
Schloss und Garten um 1840

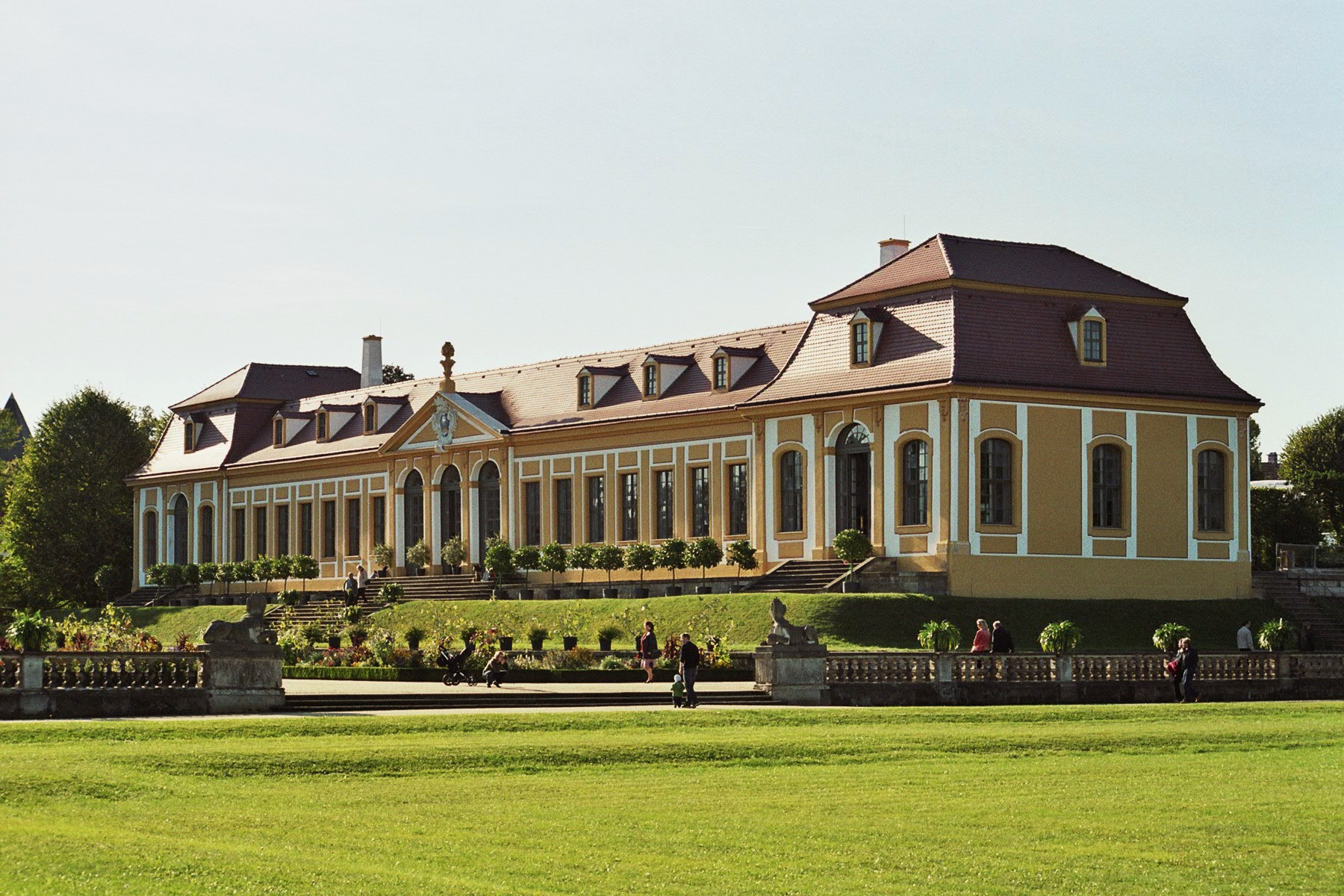
Die Obere Orangerie von Johann Christoph Knöffel (1720 bis 1721)

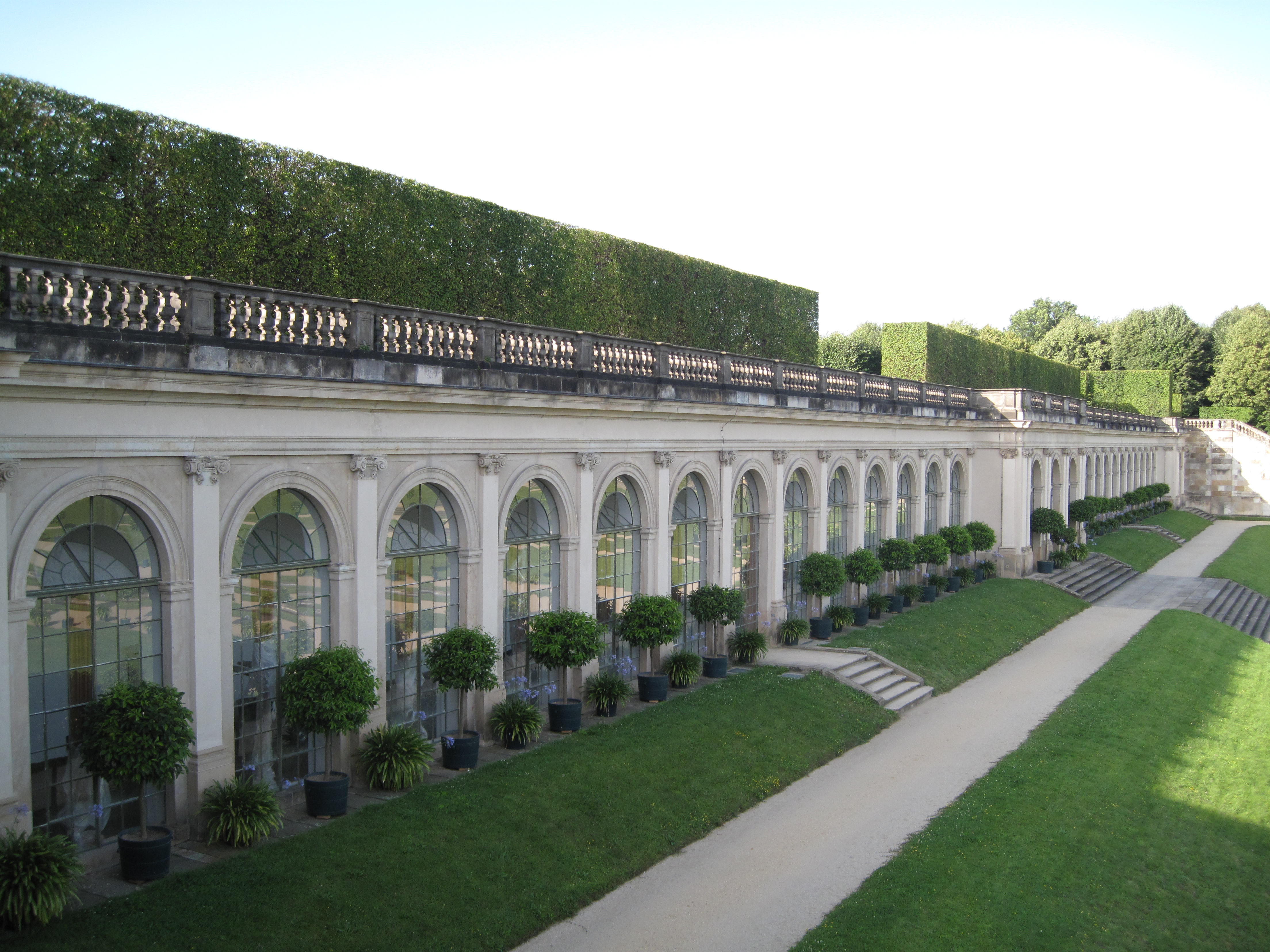
Die Untere Orangerie von Zacharias Longuelune (1727)

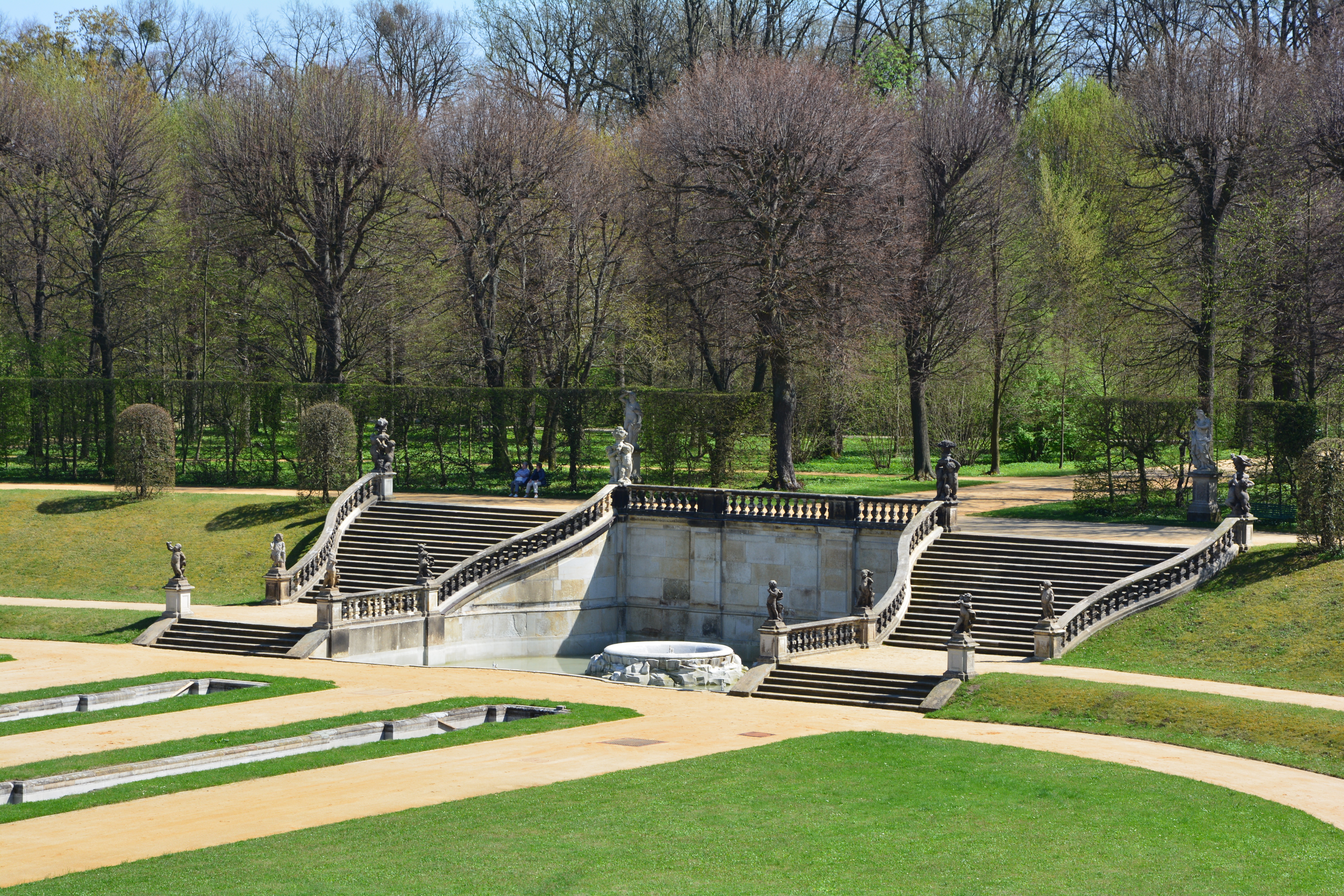
Die „Stille Musik“ genannte Treppe von Pöppelmann mit musizierenden Putten

Der Barockgarten wurde 1719 bis 1723 vom Reichsgrafen August Christoph von Wackerbarth als Landsitz mit Orangerie erbaut (erst wurde 1720 das Schloss, dann 1721 die Obere Orangerie fertiggestellt). Dieser hatte das niedergebrannte Rittergut bereits 1715 erworben. Der Baumeister des einst dreiflügeligen Schlosses in französisch-klassizistischem Barockstil ist unbekannt. Entwürfe von Pöppelmann, Longuelune und Knöffel für die Anlage sind bekannt. Bis 1720 errichtete man den Rohbau; eine Entwurfsplanung von Knöffel ist wahrscheinlich, jedoch nicht belegt.
Bereits 1723 erwarb Kurfürst August der Starke das Anwesen, wobei wegen der angespannten Finanzlage des Kurfürstentums und dem Haushaltsrecht der Landstände der Ankauf noch bis 1726 geheim gehalten wurde. Wackerbarth, der das Amt des Oberaufsehers des militärischen und zivilen Bauwesens im Kurfürstentum ausübte, trat daher zunächst auch weiterhin als privater Bauherr in Erscheinung. Die Anlage wurde gartenbaulich und architektonisch bis 1727 erweitert. Ein ursprünglich geplantes kastellartiges Schloss wurde nie errichtet. 1727 wurden die Baumaßnahmen am Schloss und 1732 an der Gartenanlage gestoppt, da August der Starke sein Interesse an dem Schloss verlor.
Während Schloss Pillnitz für höfische Vergnügungsveranstaltungen und Ausflüge diente und Schloss Moritzburg der Abhaltung großer Hofjagden, sollte Großsedlitz zum Ordensschloss für die Stiftungsfeste des polnischen Weißen-Adler-Ordens werden. Am 3. August 1727, seinem Jahrestag, begann August der Starke dieses eintägige Fest zum ersten und einzigen Mal in Großsedlitz. Nach dem Ableben Augusts 1733 führte sein Sohn, Kurfürst Friedrich August II., seit 1734 als König von Polen August III., diese Tradition weiter. Zwischen 1740 und 1756 fanden diese Festlichkeiten noch zwölfmal hier statt. Höhepunkt war dabei jedes Mal das Preisschießen im Unteren Orangerieparterre; als Zielscheiben dienten bemalte Tafeln an der Rückwand des Bassins der „Stillen Musik“.
Die Anlage verfiel nach 1750. Schwere Schäden brachte insbesondere der Siebenjährige Krieg (1756–1763), in dem Großsedlitz zeitweise als Hauptlager der Preußischen Armee diente; dabei wurde das Schloss stark beschädigt. Beim Friedensschluss 1763 war auch der Garten infolge der militärischen Einquartierungen verwüstet. Auch in den Koalitionskriegen (1792–1815) wurden der Park und insbesondere die Baulichkeiten schwer beschädigt. Frühe Sicherungsarbeiten erstreckten sich in der Regierungszeit König Johanns über einen langen Zeitraum von 1846 bis 1878. Die Untere Orangerie wurde modernisiert und erhielt zusätzlich eine Warmluftheizung. Den verbliebenen hinfälligen Baukörper des Schlosses riss man 1871 ab und errichtete in den Folgejahren ein zweigeschossiges Neues Schloss an der Stelle des ursprünglichen Ostflügels, später Friedrichschlösschen genannt.
Bis zum Jahr 1928 waren in beiden Orangerien noch Kübelpflanzen untergebracht, die teilweise sogar noch aus der Zeit Augusts des Starken stammten. Im Winter 1928/1929 erfror der gesamte Pflanzenbestand.
Teilbereiche der Anlage des Barockgartens werden Johann Christoph Knöffel zugeschrieben. Plastiken stammen von Johann Christian Kirchner; einige andere schreibt man Johann Benjamin Thomae zu. Viele weitere Figuren lassen sich hinsichtlich ihrer Bildhauer nicht mehr bestimmen. Aufgrund der leichten Hanglage wurde der Barockpark terrassenförmig angelegt. Seine Struktur folgt den Gartenbauprinzipien eines französischen Gartens, Baulichkeiten und Skulpturen sind qualitätvolle Beispiele des Dresdner Barocks zur Zeit Augusts des Starken. Als Lustgarten wurde die Anlage bis 1763 für Festlichkeiten des Dresdner Hofes genutzt. Der Garten blieb im westlichen Teil unvollendet und wurde auch in den folgenden Jahrhunderten kaum verändert.
Das Haupteingangstor des Barockgartens ist eine verhältnismäßig junge Anlage. Es wurde 1960 vom Vorhof des alten Landhauses in Dresden (heute Stadtmuseum) hierher umgesetzt. Die Toranlage entstand in der Zeit von 1960 bis 1963. Die Delphinbrunnen im Eingangsbereich sind das Werk von Johann Christian Feige und rahmten ebenfalls den Eingang zum Landhaus in Dresden.

## Gebäude

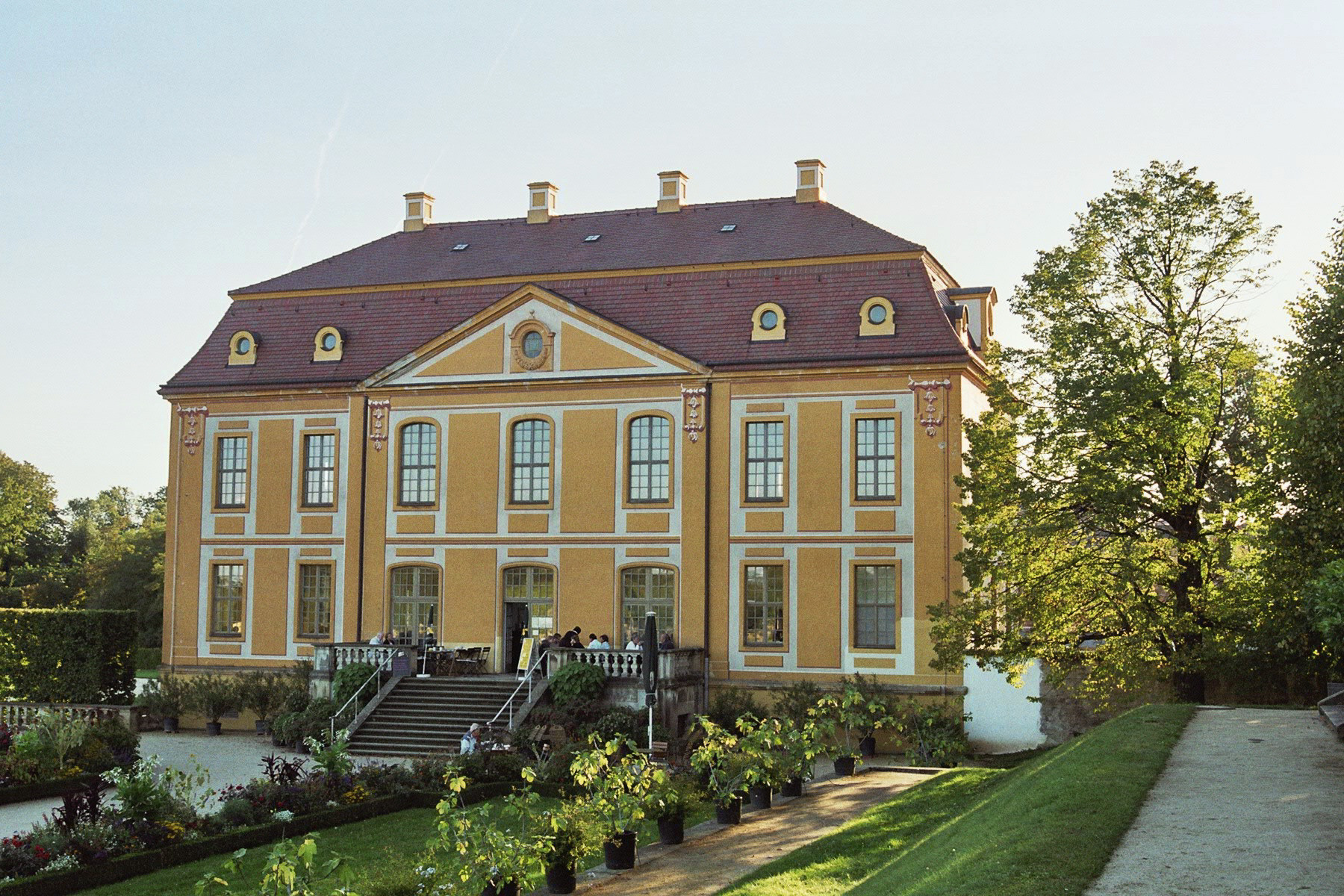
Friedrichschlösschen (von 1874)

Die heute noch erhaltenen originalen Barockgebäude sind die Obere und die Untere Orangerie. Das Friedrichschlösschen wurde im 19. Jahrhundert dem Dresdner Barock nachempfunden und 1874 nach Plänen des Hofbaumeisters Bernhard Krüger fertiggestellt. Es verkörpert den ehemaligen Ostflügel des von 1719 bis 1720 errichteten und 1871 wegen Baufälligkeit abgerissenen dreiflügeligen Schlosses.
Die Obere Orangerie wurde, wie auch das ursprüngliche Schloss, für den damaligen Eigentümer Wackerbarth von 1720 bis 1721 nach Plänen von Johann Christoph Knöffel als beheizbarer Zweckbau zur winterlichen Aufnahme von Orangenbäumchen erbaut. Sie ist eingeschossig und hat 23 Fensterachsen sowie an beiden Seiten Eckpavillons mit hohen Mansarddächern. Der Dreiecksgiebel in der Mittelachse ist mit dem Wappen des Grafen Wackerbarth geschmückt. Die ebenfalls eingeschossige Untere Orangerie wurde 1727 nach einem Entwurf von Zacharias Longuelune fertiggestellt; sie ist durch 31 Fensterachsen und eine gelungene Integration in die Terrassenstruktur des Gartens charakterisiert.
Das Friedrichschlösschen beherbergt heute eine historische Gaststätte, die Obere Orangerie ein Standesamt und ein Geschäft. Die Obere und die Untere Orangerie werden für Konzerte und Ausstellungen genutzt; die Untere Orangerie dient darüber hinaus ihrem ursprünglichen Zweck als Winterquartier für die Kübelpflanzen des Gartens.

## Barockgarten

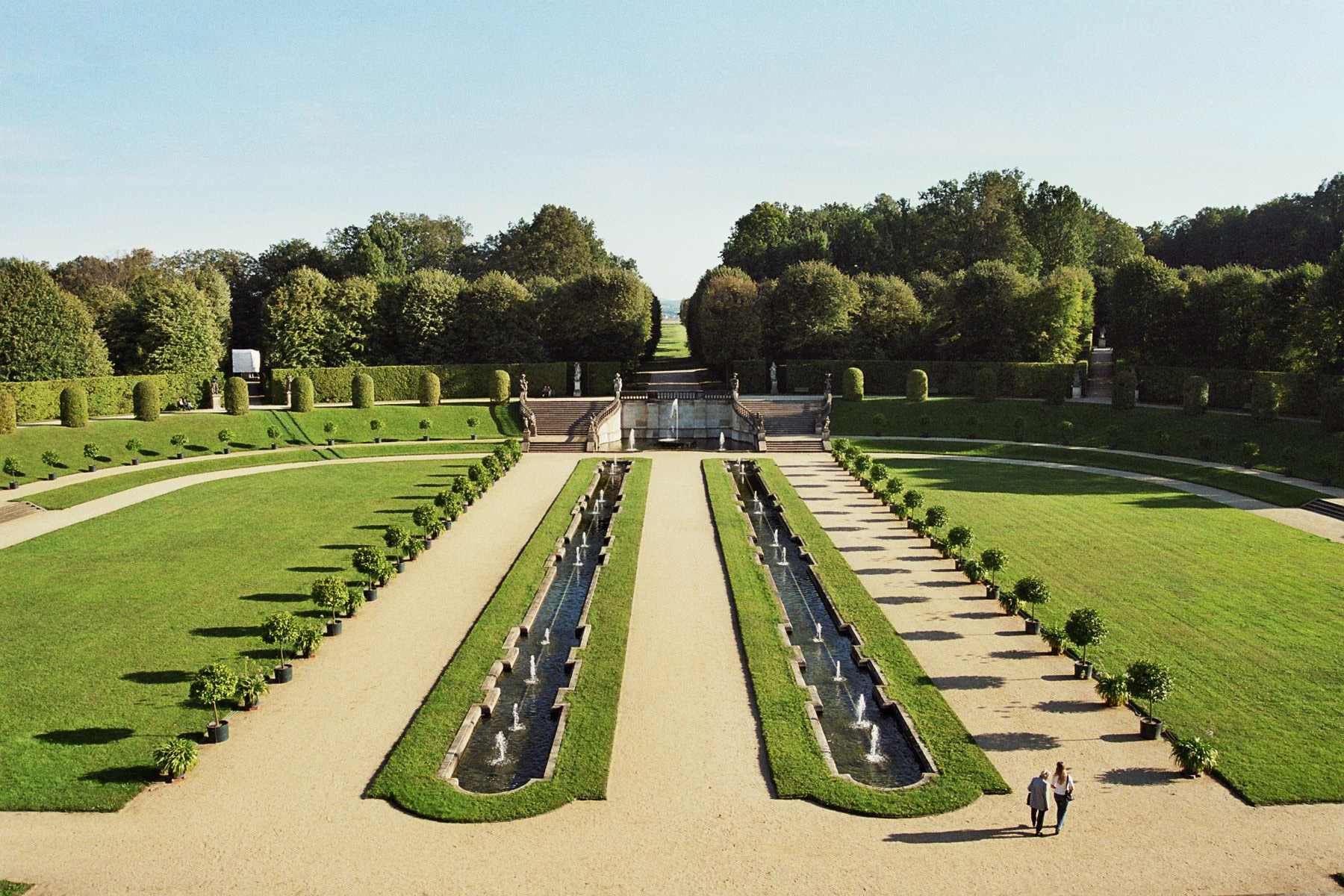
Unteres Orangerieparterre, am Südende die „Stille Musik“, dahinter eine Sichtachse durch die Bosketts

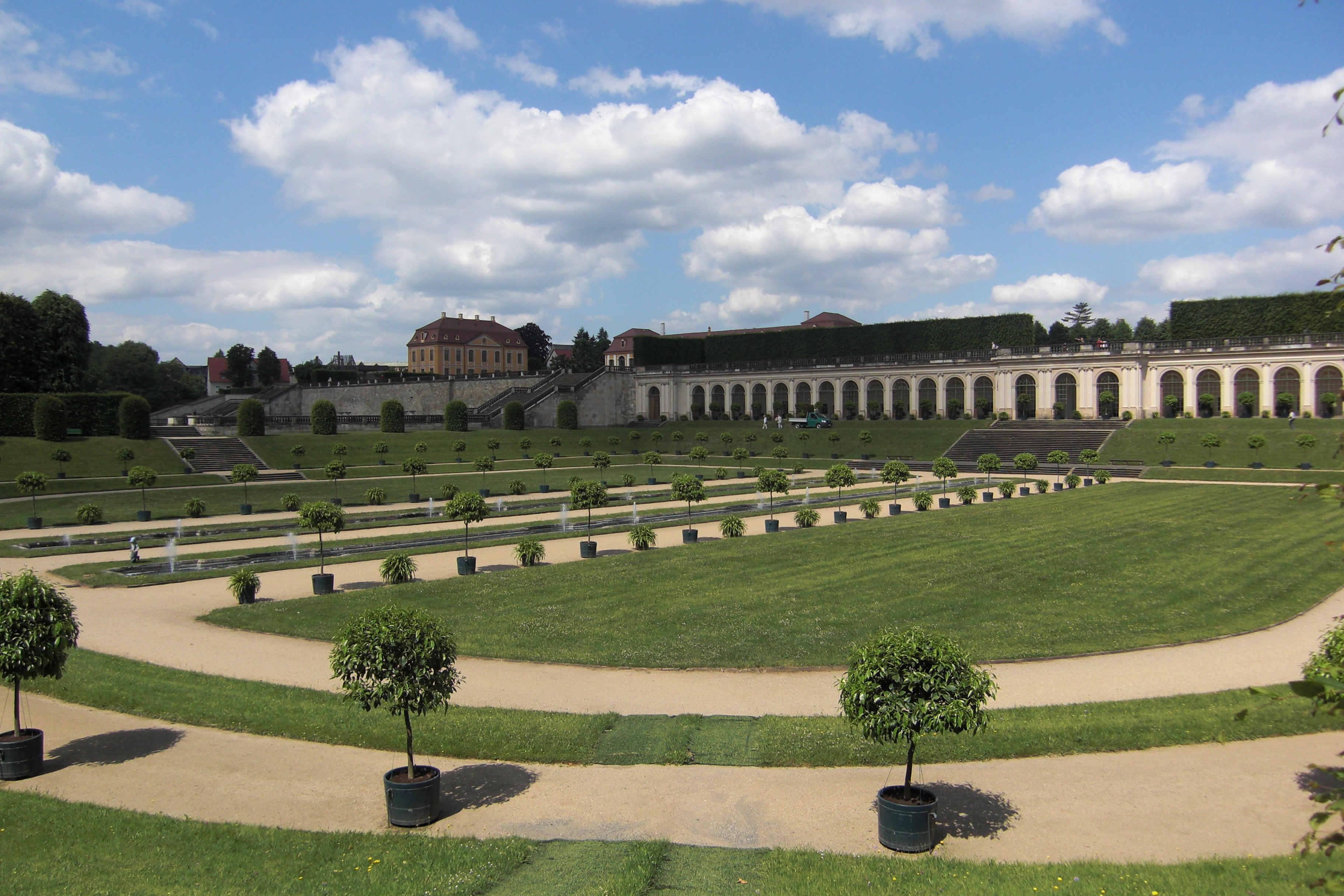
Untere Orangerie mit dem arena-förmigen Parterre

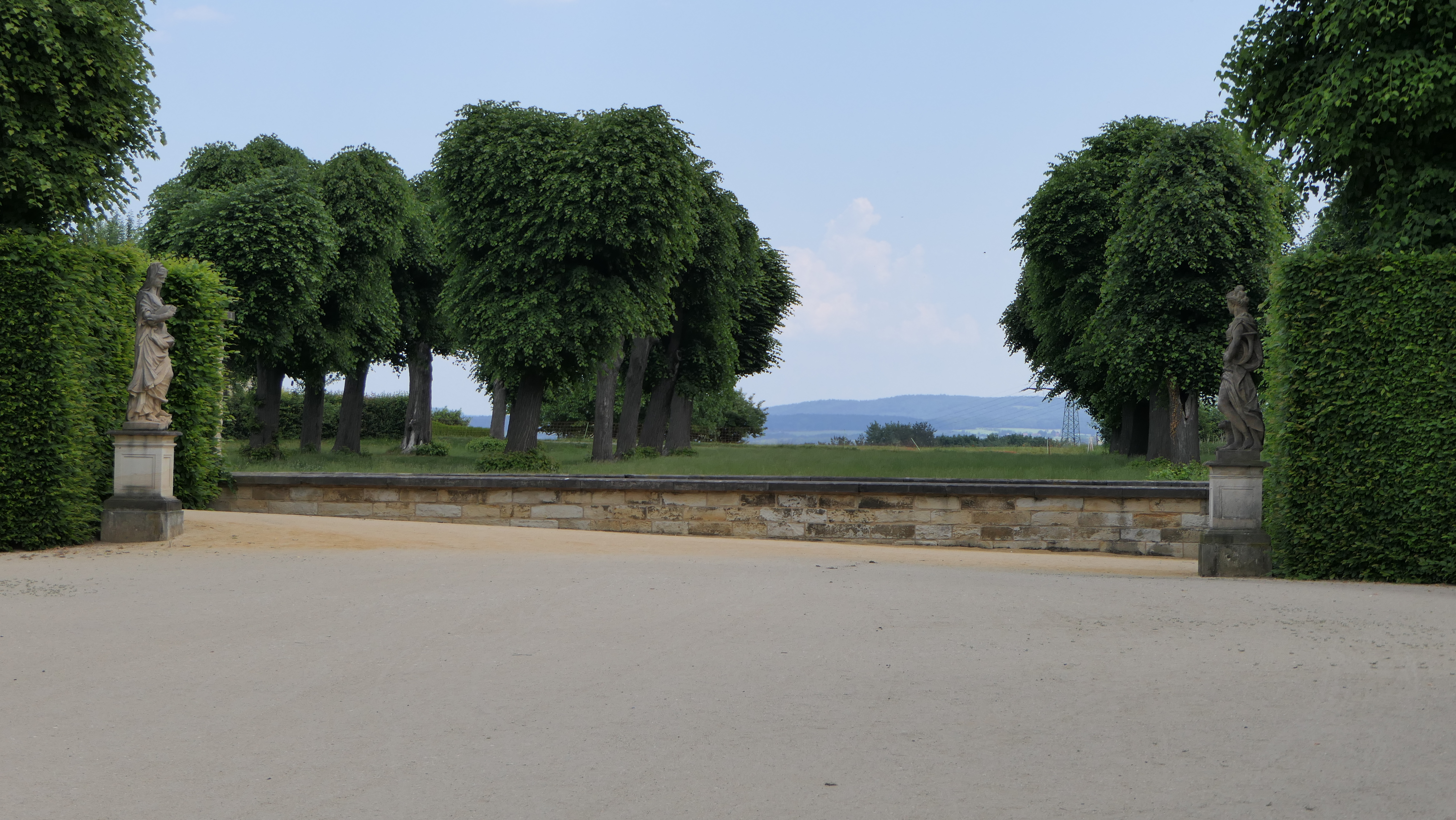
Aha-Graben mit Sichtachse

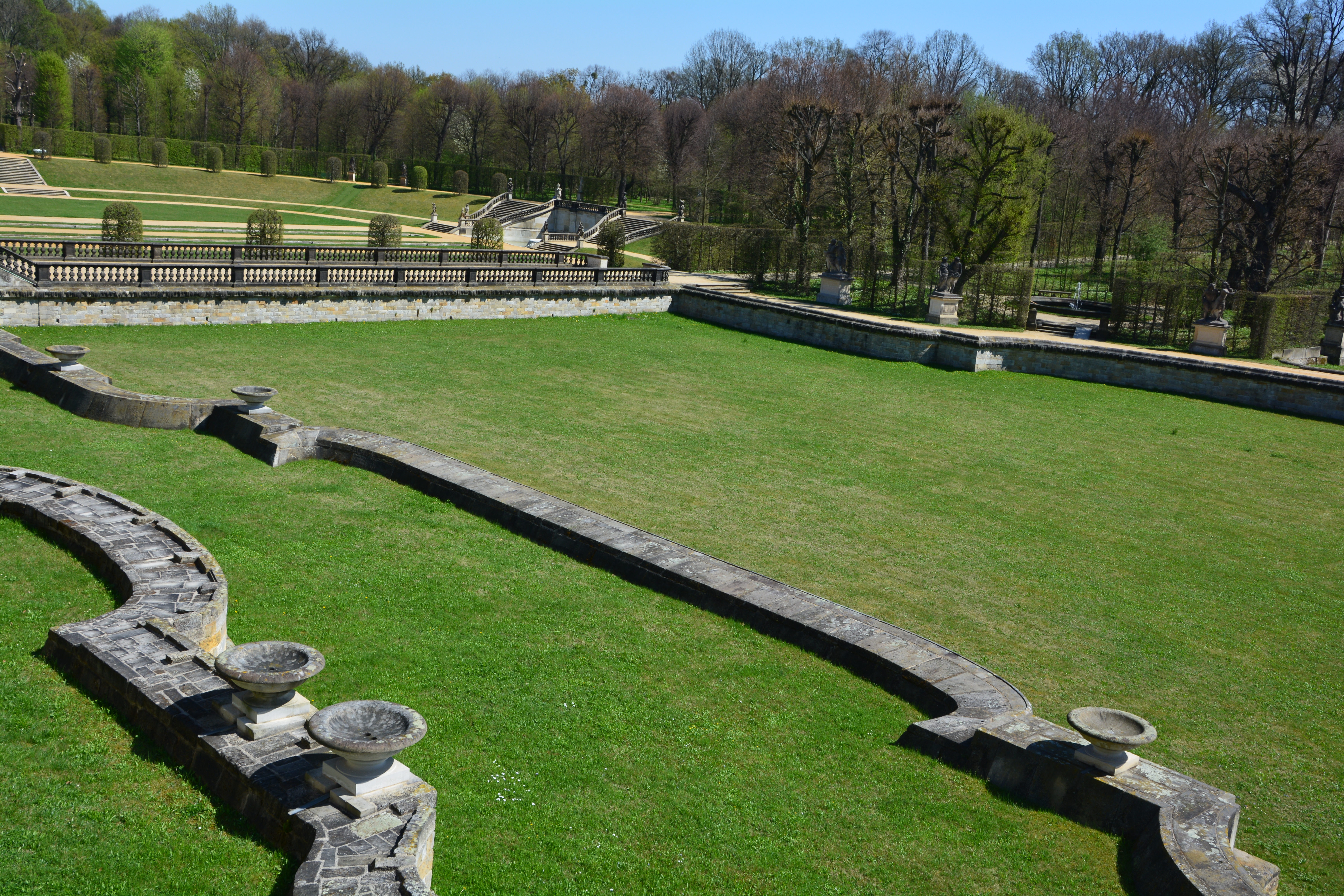
Die nicht fertiggestellten Wasserstufen

Das nach einer Nordwest-Südost-Achse ausgerichtete Parkareal umfasst heute etwa 18 Hektar. Obwohl niemals vollendet, ist die Anlage eine der authentischsten Barockgärten Deutschlands. Der Garten ist durch eine Hanglage mit Terrassierung, Freitreppen und Kaskaden charakterisiert, mit Sichtachsen für Landschaftsausblicke. Während die Ausbreitung einer Gartenanlage in der weiten Ebene oder eine starke Strukturierung von Höhenlagen durch Terrassierung dem Ideal der Gartenbaukunst dieser Zeit durchaus entspricht, ist die Anlage des Gartens als sanfte Talmulde in Höhenlage mit Ausblicken eine Seltenheit.
Das geometrische Wegenetz orientiert sich an den drei Hauptachsen der Anlage. Ursprünglich war eine weitaus größere Ausdehnung der Parkanlage geplant. Denn zum einen führen die hohen Alleebaumpflanzungen über die heutigen Grenzen des Gartens hinaus und zum anderen sprach die Lage des alten, zweiflügeligen Schlosses und der dazugehörigen Hofanlage für eine andere Symmetrieachse. Auf einem Plan von 1732 ist eine spiegelbildliche Wiederholung des Unteren Orangerieparterre jenseits der Mittelachse zu erkennen, die auf die Obere Orangerie zuführt; dieses zweite Gartenparterre, das ebenfalls von Bosketts umrahmt sein sollte, wurde niemals ausgeführt.
Das in der östlichen Parkseite befindliche Untere Orangerieparterre bildete den Festsaal des Gartens; hier fand u. a. das Preisschießen statt. Die in der Art einer Arena leicht abgesenkte, U-förmige Anlage wird auf der Nordseite von der Unteren Orangerie begrenzt, im Süden schließt sich eine eigenwillige Treppenanlage an. Diese Freitreppe, aufgrund der sie schmückenden musizierenden Putten „Stille Musik“ genannt, wurde vermutlich vom Zwingerbaumeister Matthäus Daniel Pöppelmann entworfen. Hier umgreifen zwei geschwungene Stufenläufe eine Stützmauer, die sich über einem Bassin mit drei Fontänen erhebt. Bei Preisschießen wurden hier die Zielscheiben aufgestellt. Im Halbrund oberhalb dieser Treppenanlage befinden sich Figuren von Juno und Jupiter, von Figuren der Jahreszeiten gerahmt.
Im westlichen Teil des Gartens verkörpert die Waldkaskade mit einem als „Steinernes Meer“ bezeichneten oberen Bassin die Intention, eine „Wasserachse“ als lebendigsten Teil des Gartens zu schaffen. Sie blieb jedoch unvollendet, ebenso wie das am tiefsten Punkt befindliche Parterre d’eau und die von den Stützmauern des Oberen Orangerieparterres umfassten beiden Wasserstufen. Am Rand des oberen Kaskadebeckens stehen die Personifizierungen der vier Erdteile. Südlich von dieser Gruppe sind die Elemente Feuer und Wasser ebenso wie Luft und Erde dargestellt. Besonders hervorzuheben sind die acht meist unglücklichen Liebespaare der antiken Mythologie, die oberhalb des Eisbeckens ihre Aufstellung gefunden haben und die als die schönsten Skulpturen der Parks gelten. In dieser Reihenfolge, beginnend von Westen: Bacchus und Ariadne, Amor und Psyche, Pan und Syrinx, Orpheus und Eurydice, Narcissus und Echo, Apollo und Daphne, Meleager und Atalante und Ceyx und Alcyone. Georg Dehio vermutet, dass sie aus der Werkstatt des sächsischen Hofbildhauers Johann Benjamin Thomae (1682–1751) stammen.

## Sandsteinfiguren

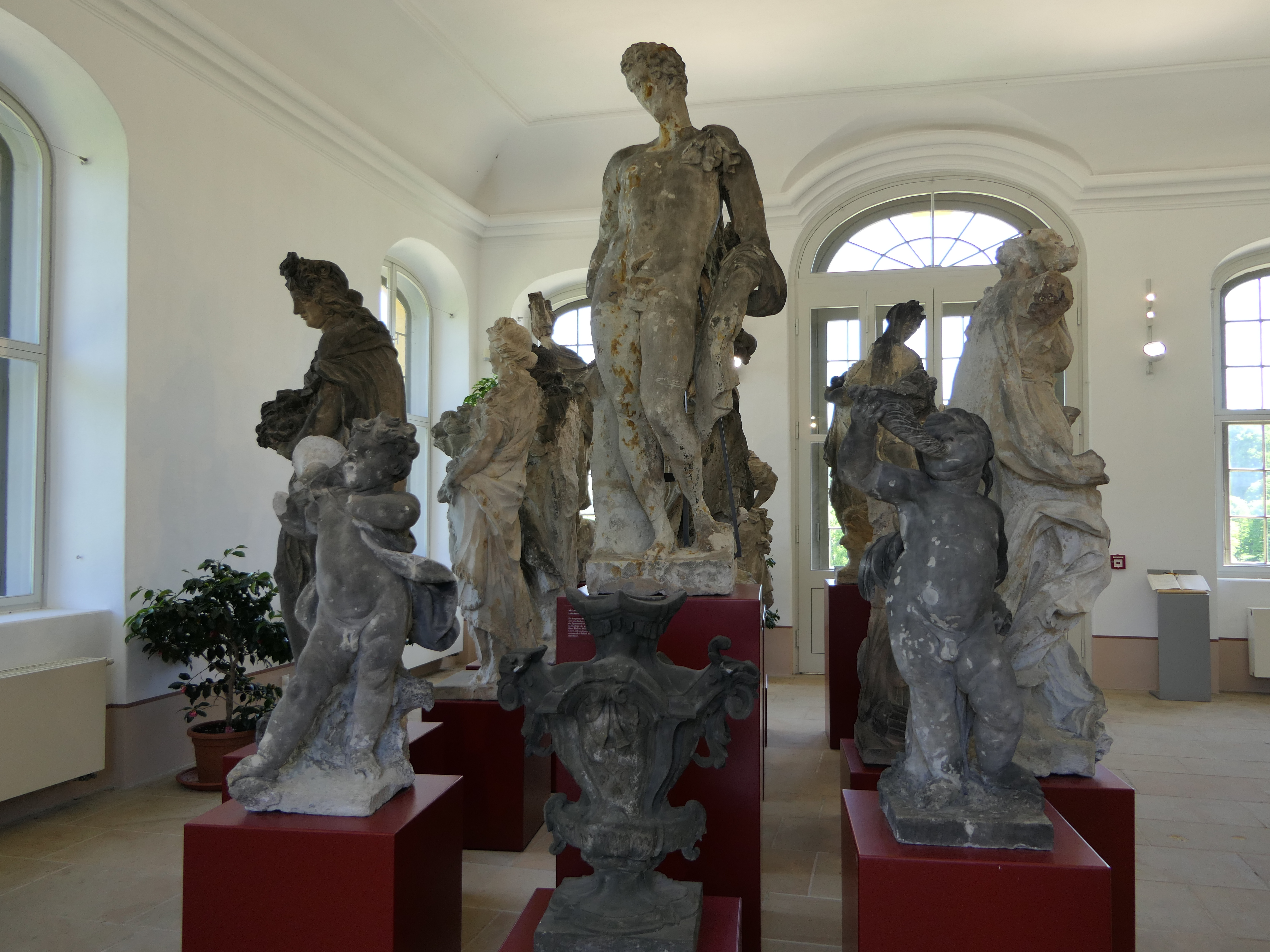
Konservierte Sandsteinfiguren in der Oberen Orangerie

Von den ehemals zahlreichen Sandsteinskulpturen aus der römischen und griechischen Mythologie schmücken heute noch 64 die Gartenanlage, darunter 24 Originale. Die Originale jener Skulpturen, die im Park durch Kopien ersetzt wurden, wurden konserviert und befinden sich im Kopfbau der Oberen Orangerie. Darunter befinden sich u. a. die Figuren der Frühlingsgöttin Flora, der großen Göttermutter Kybele oder der singenden Melpomene. Der reiche erhaltene Figurenschmuck hebt den Großsedlitzer Garten über andere vergleichbare Anlagen heraus.

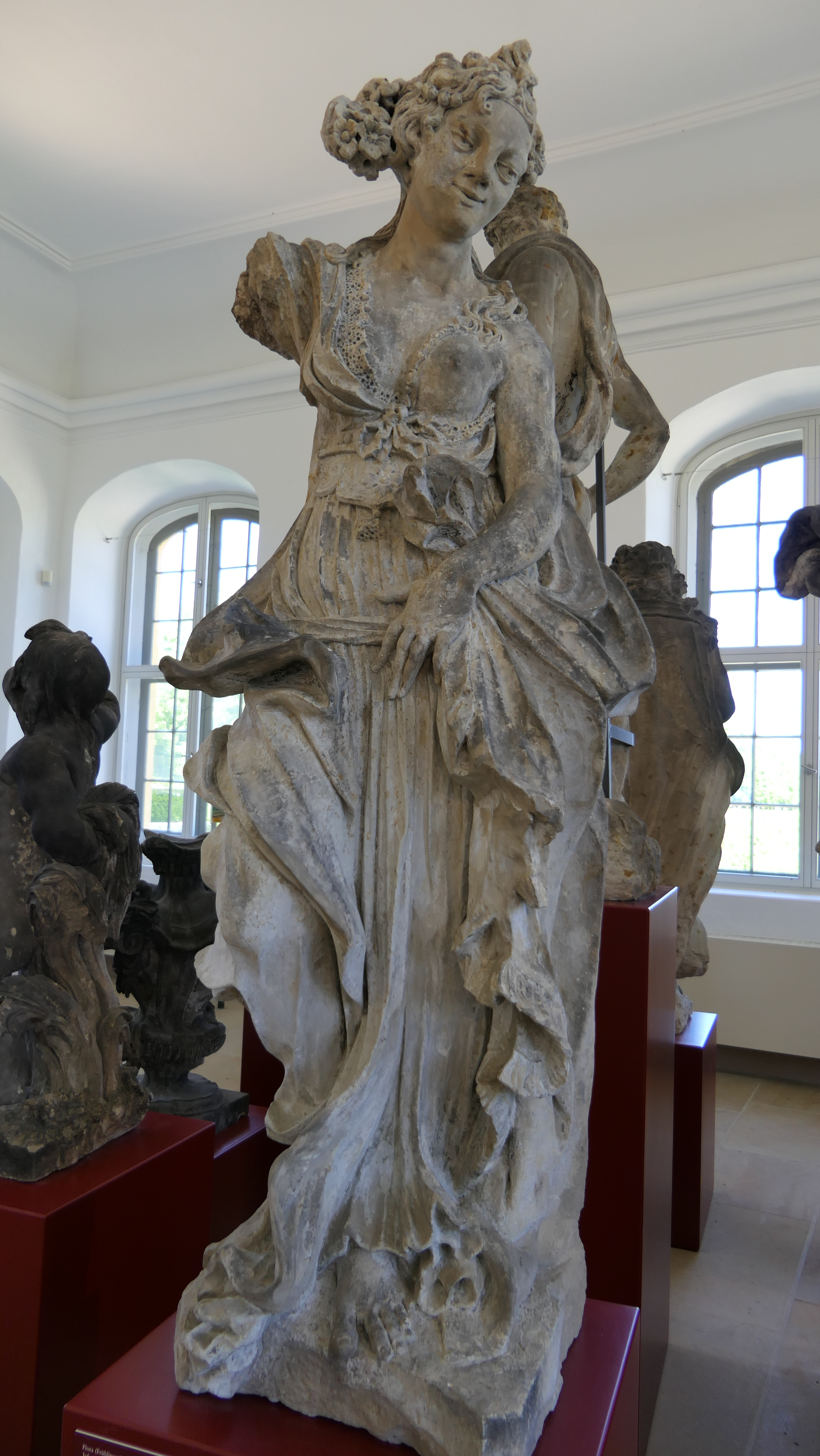
Flora
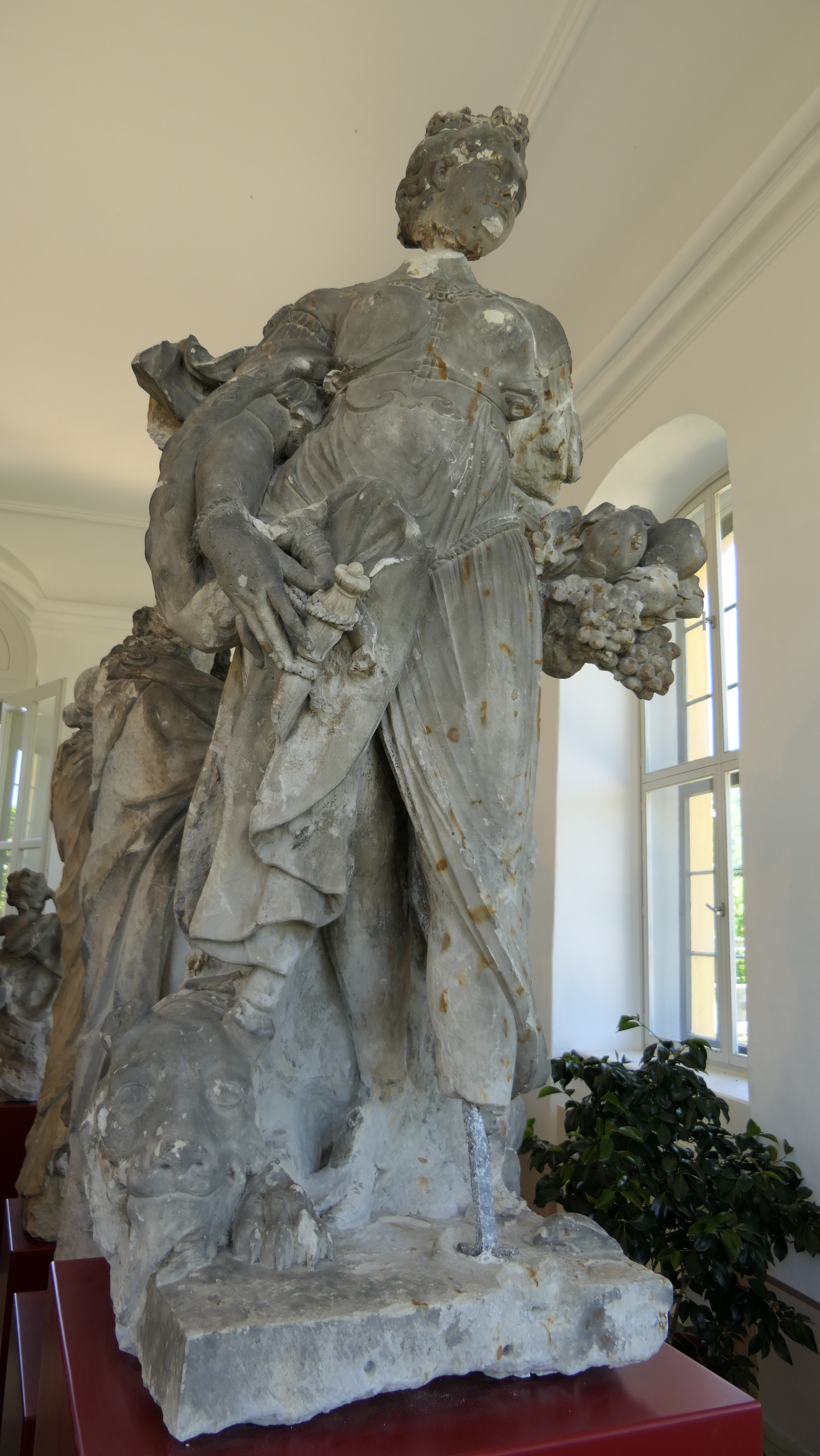
Kybele
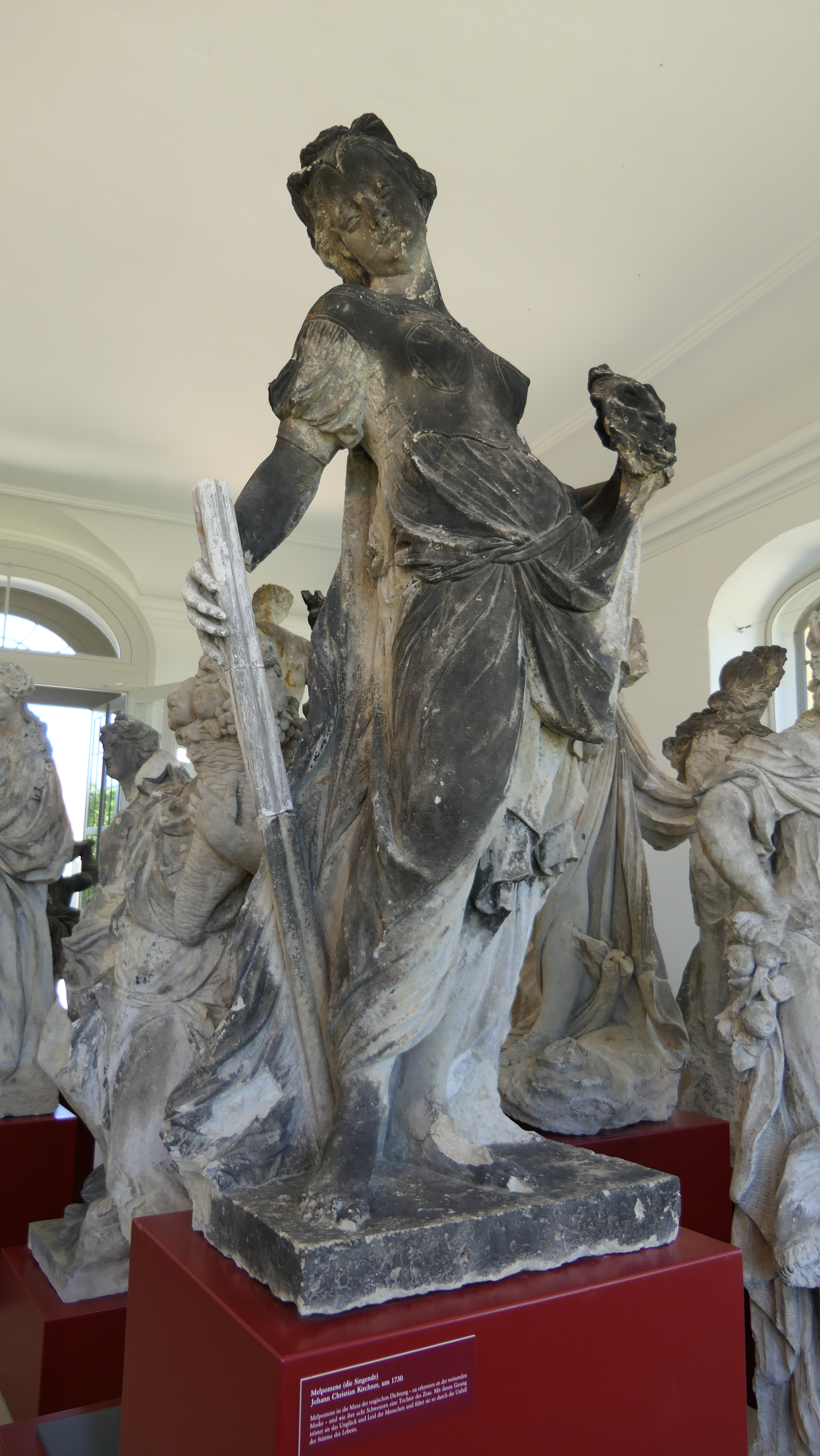
Melpomene

Bemerkenswert sind die vom Hofbildhauer Johann Christian Kirchner geschaffenen Figurengruppen „Vier Jahreszeiten“ (Winter, Frühling, Sommer, Herbst), „Vier Erdteile“ (Europa, Asien, Afrika, Amerika; Australien war damals noch unentdeckt) und „Vier Elemente“ (Feuer, Wasser, Luft, Erde), die alle noch als Originale existieren. Bei letzterem sind zwei entgegengesetzte Elemente in jeweils einer gemeinsamen Figur zusammengefasst: Feuer und Wasser sowie Luft und Erde werden hier vereint.

### Jahreszeiten
Vier Figuren am Unteren Orangerieparterre beziehen sich auf allegorische Darstellungen von Frühling, Sommer, Herbst und Winter.

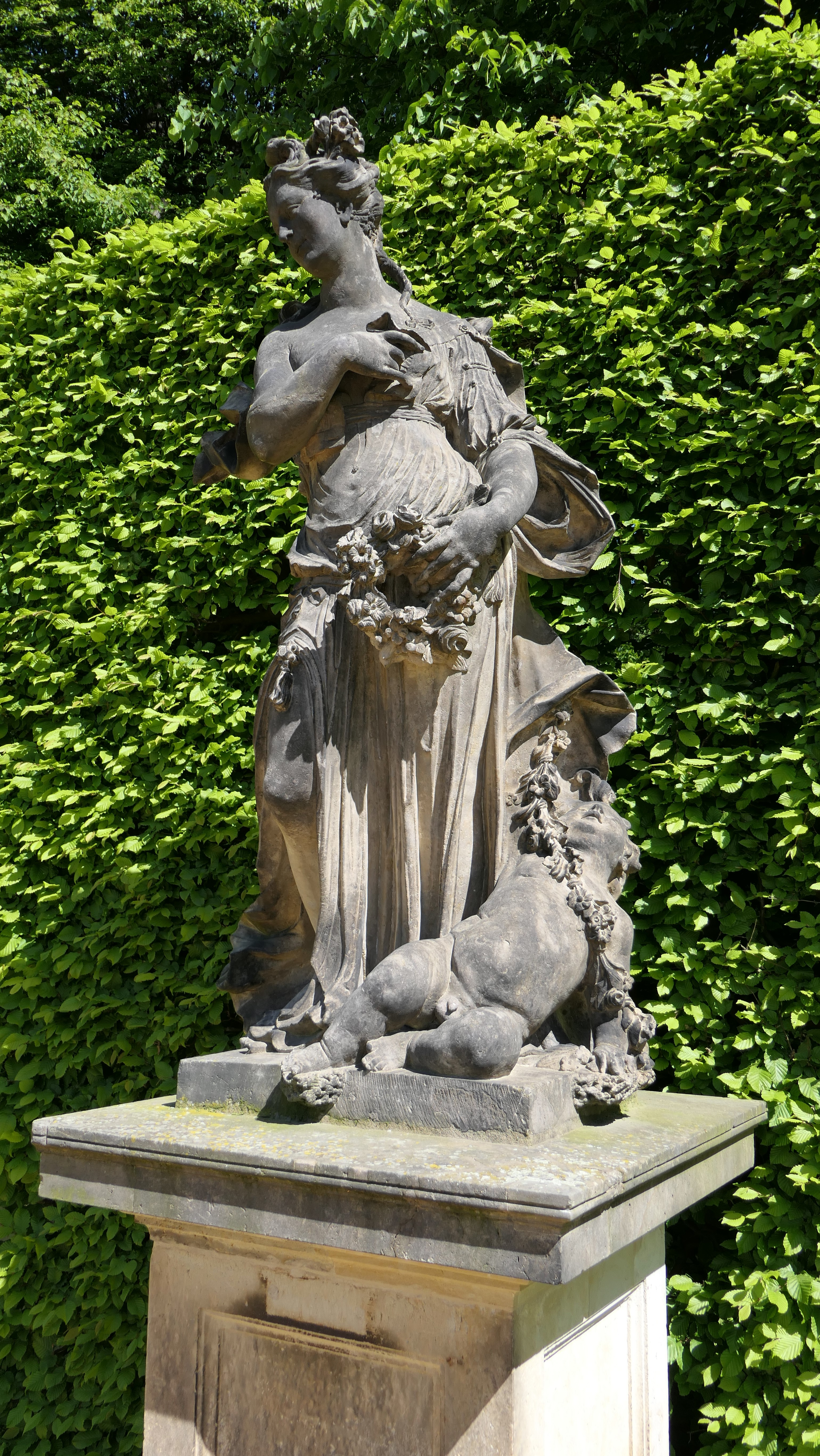
Frühling
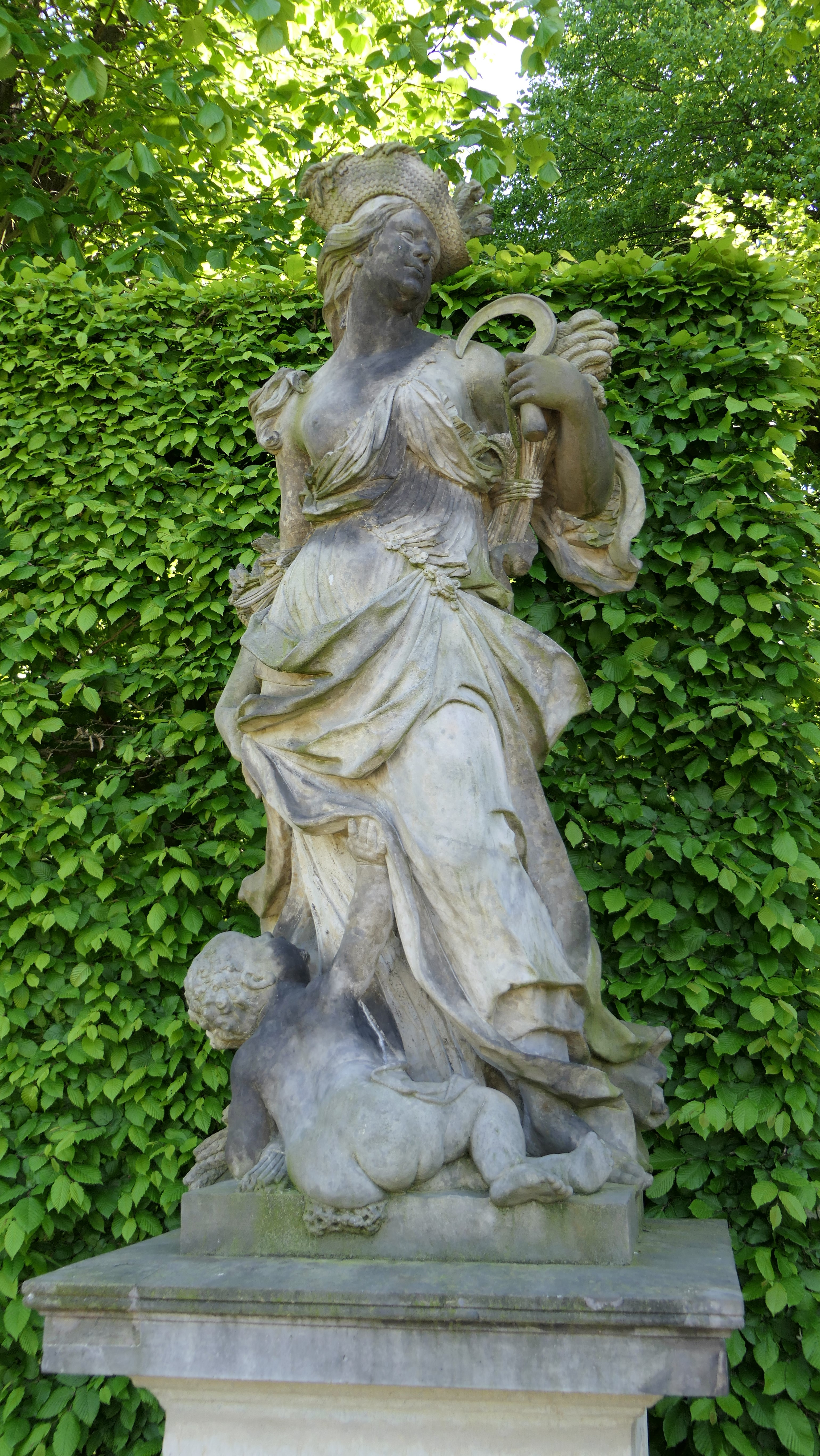
Sommer
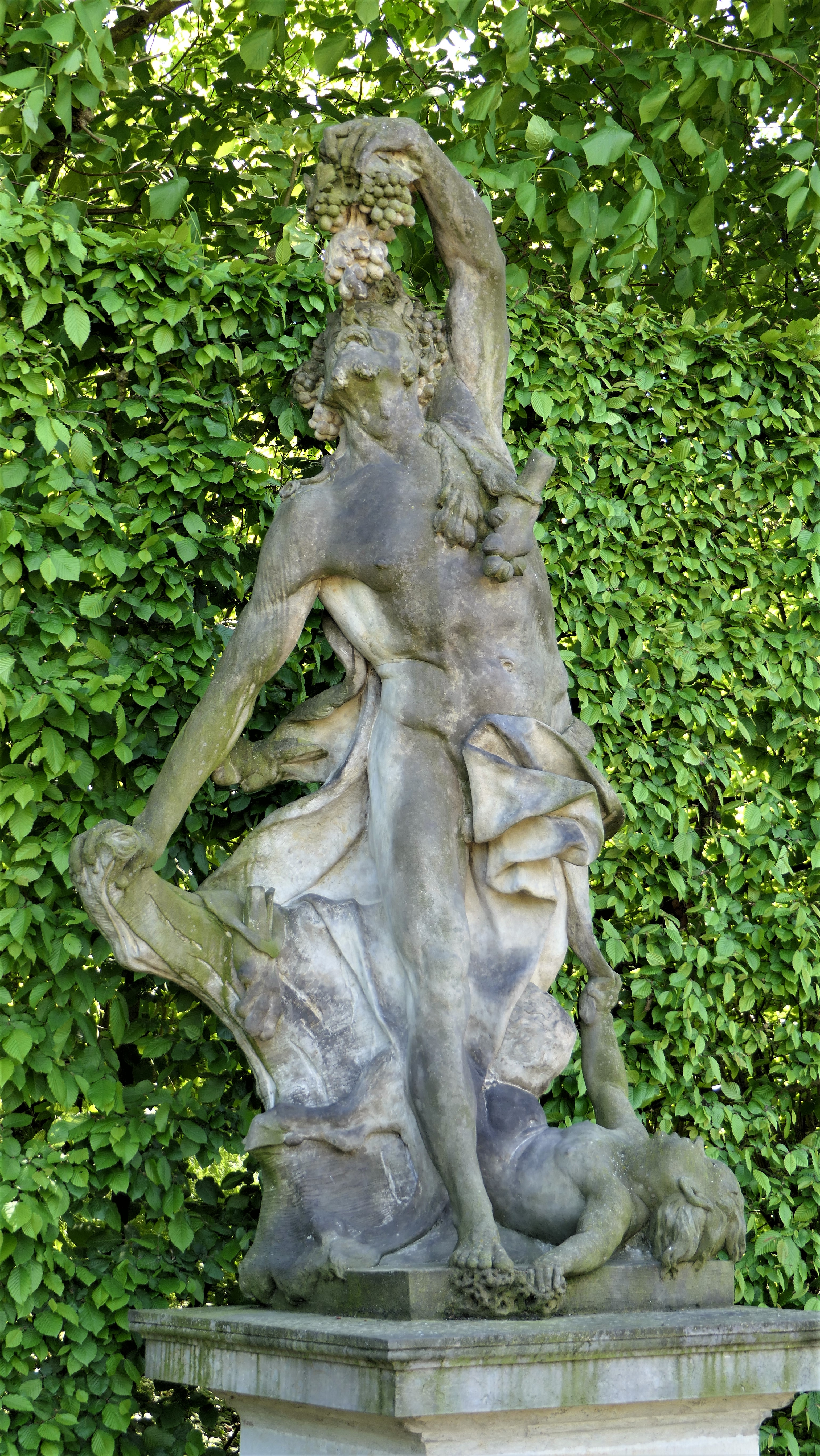
Herbst
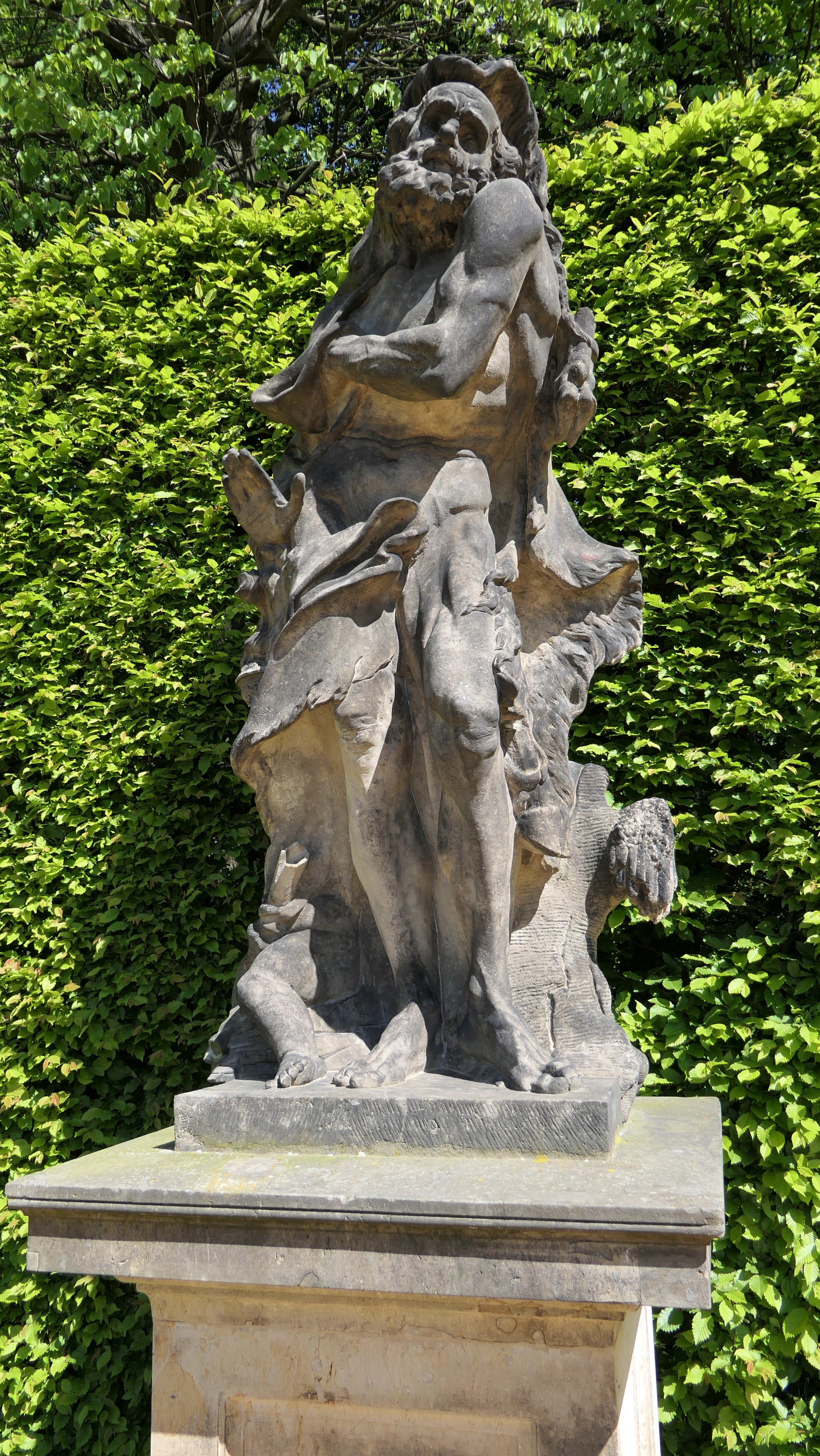
Winter

### Vier Erdteile
Die Personifikationen der vier Erdteile Europa, Asien, Afrika und Amerika befinden sich am Steinernen Meer im südwestlichen Teil des Gartens.

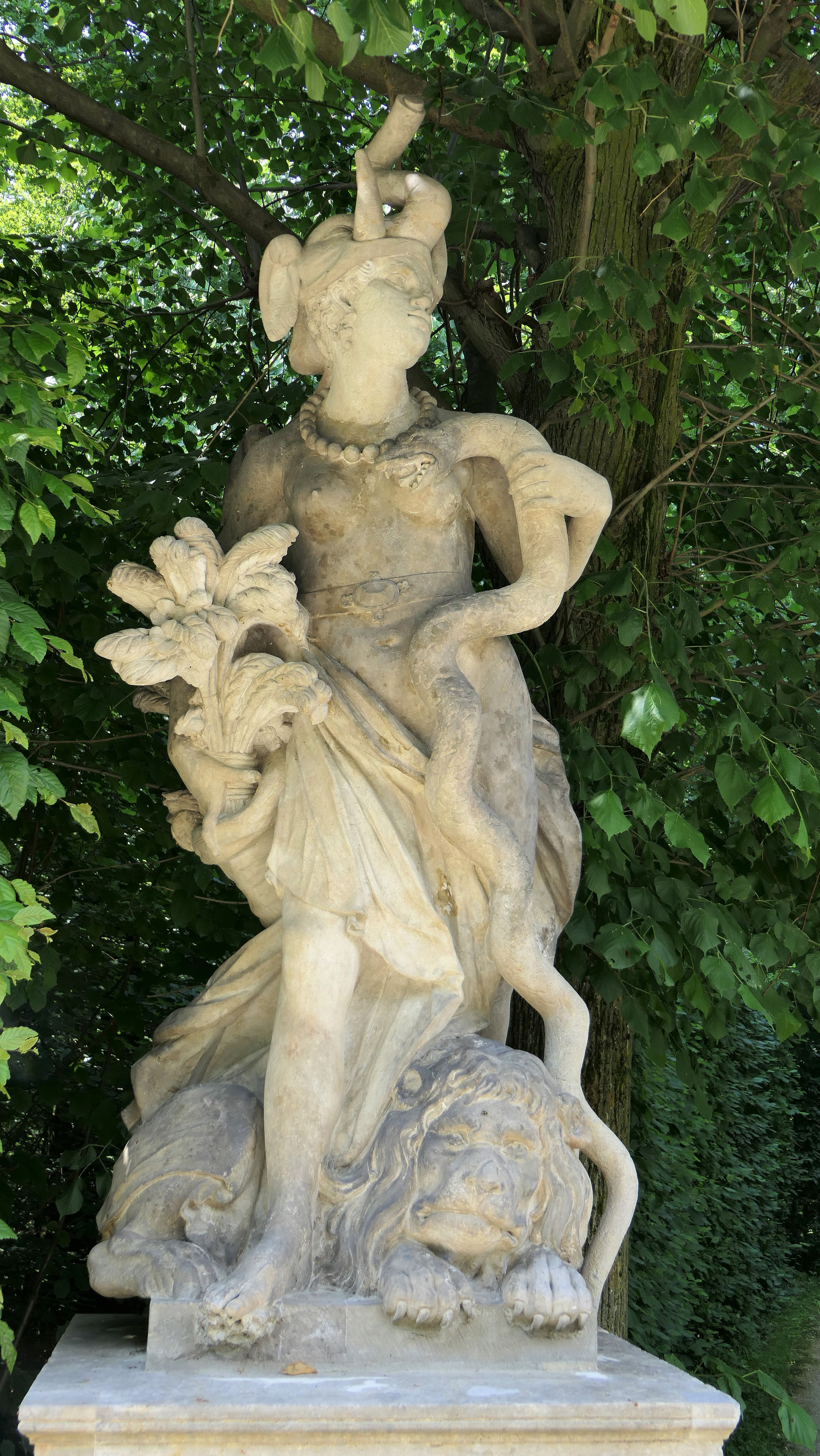
Afrika
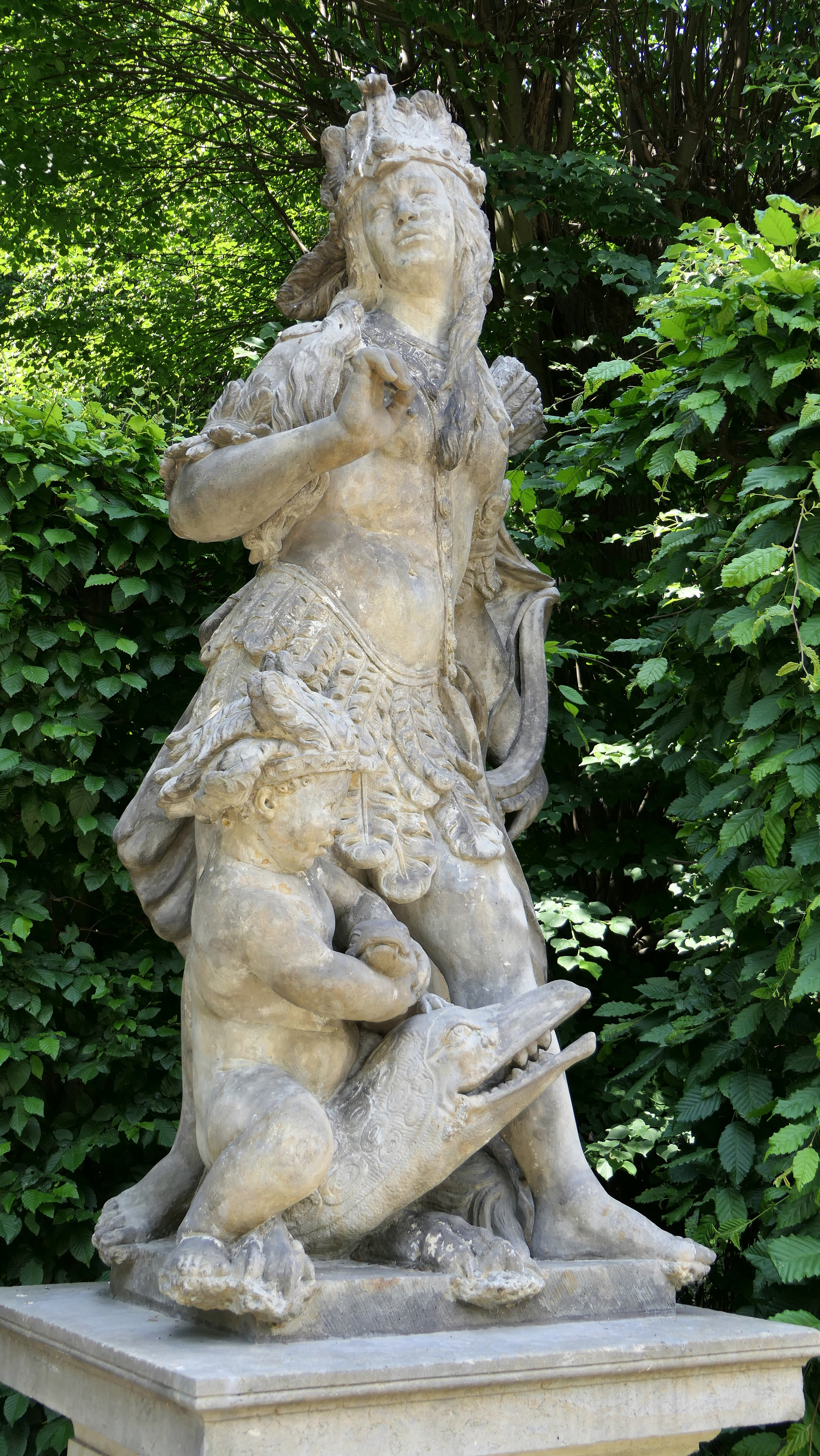
Amerika
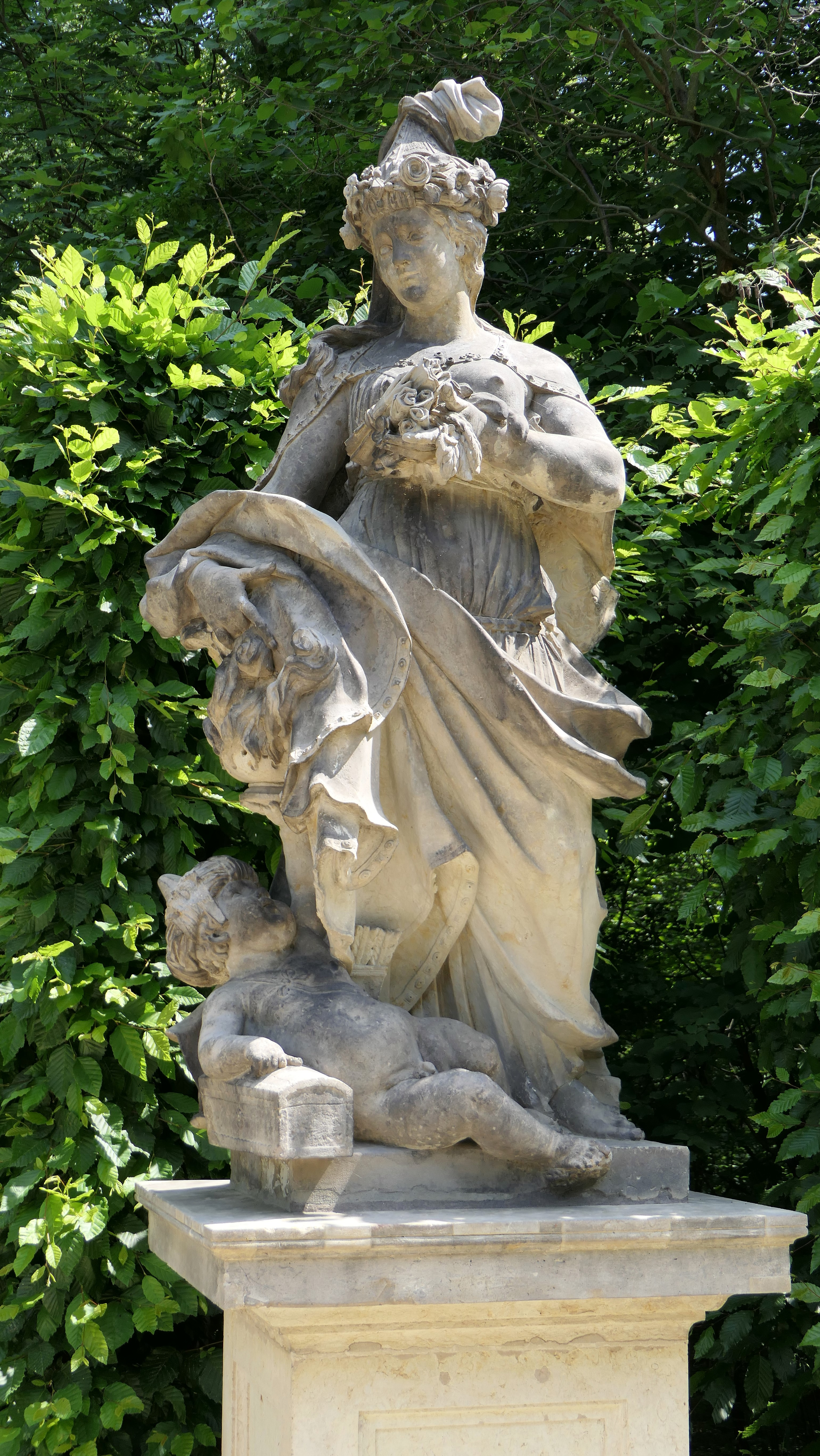
Asien
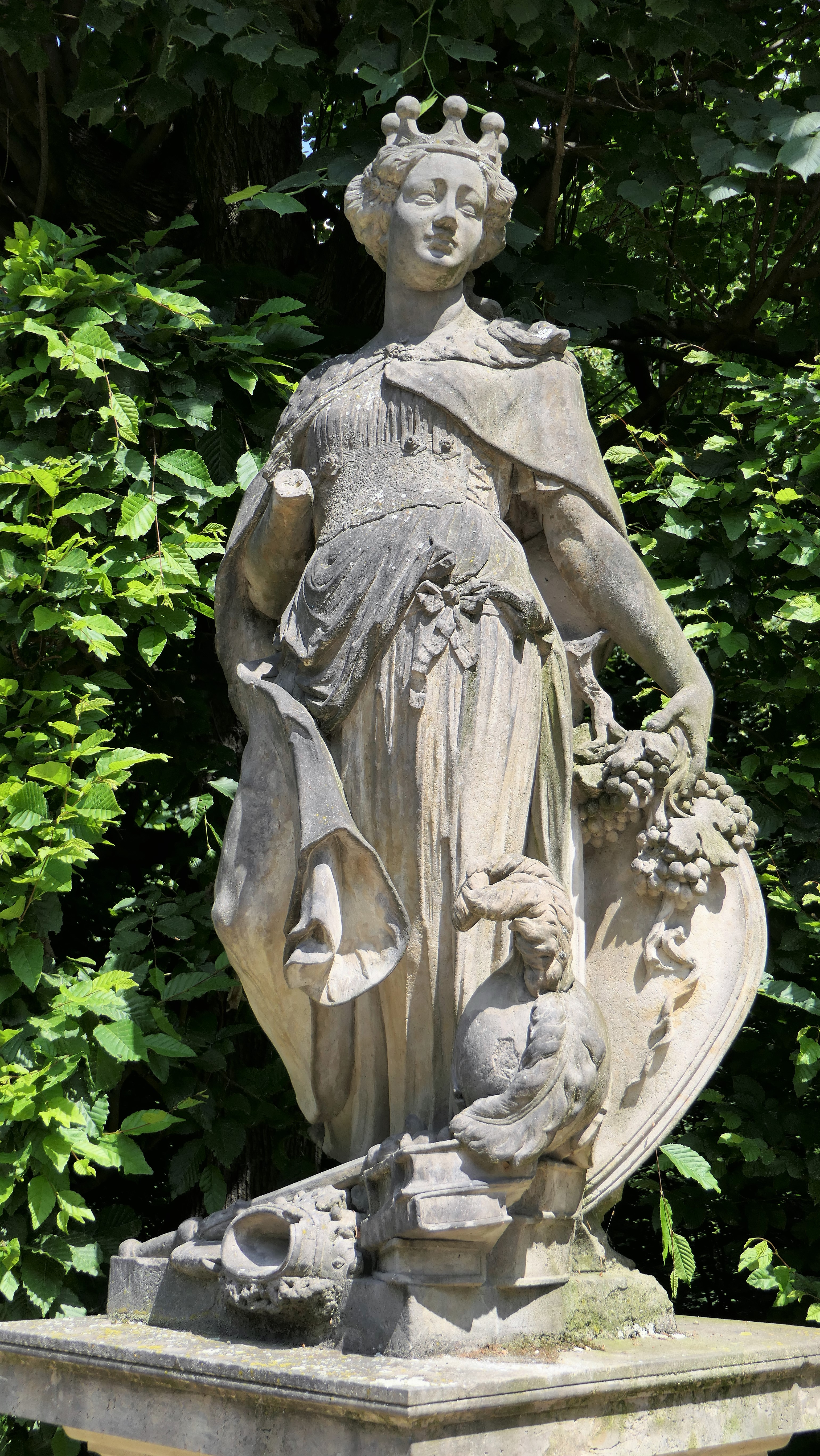
Europa

### Liebespaare
Acht Doppelfiguren, die sich zwischen dem Eisbassin und den Kaskaden befinden, stellen Liebespaare der Mythologie dar.

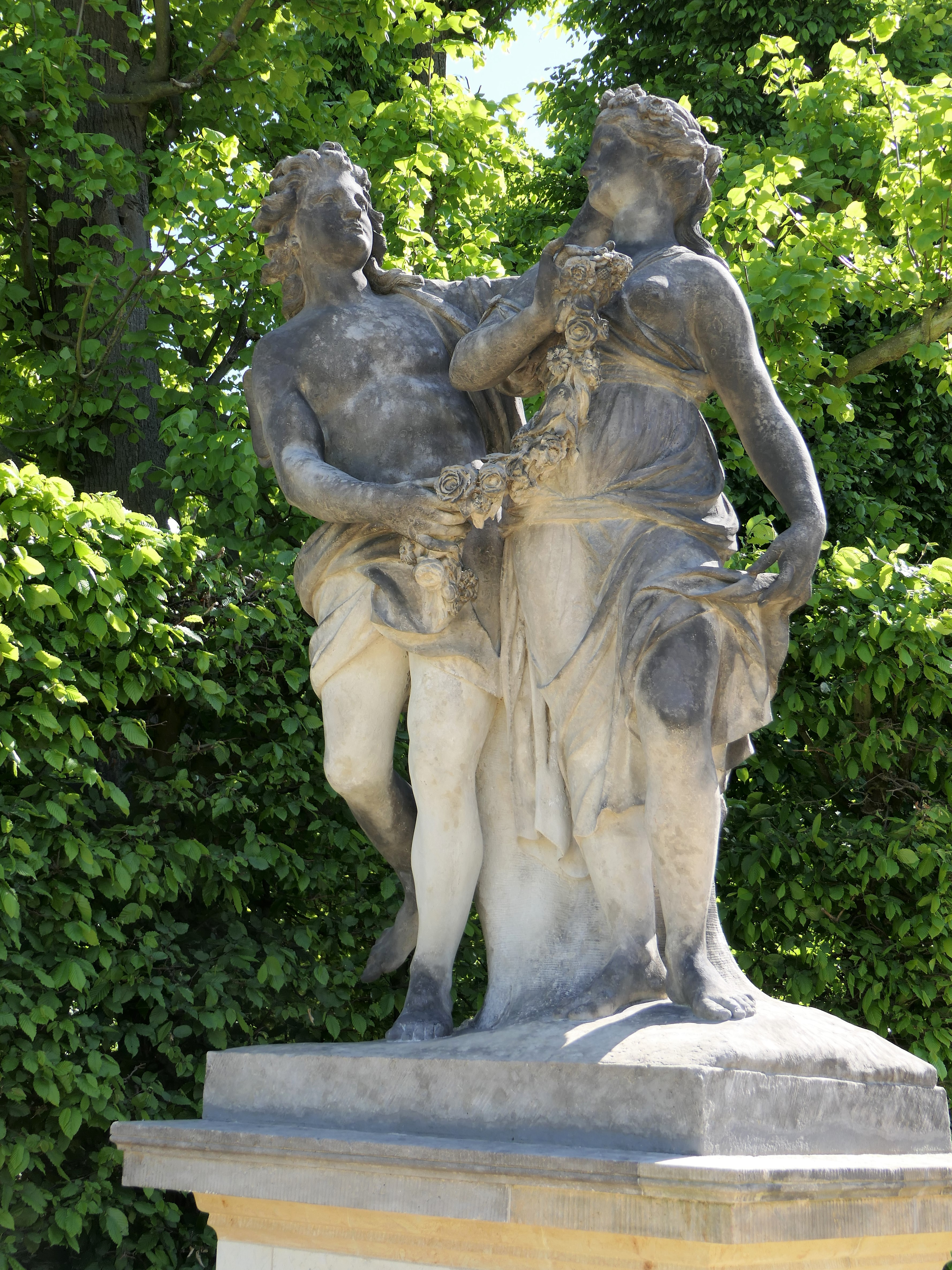
Amor und Psyche
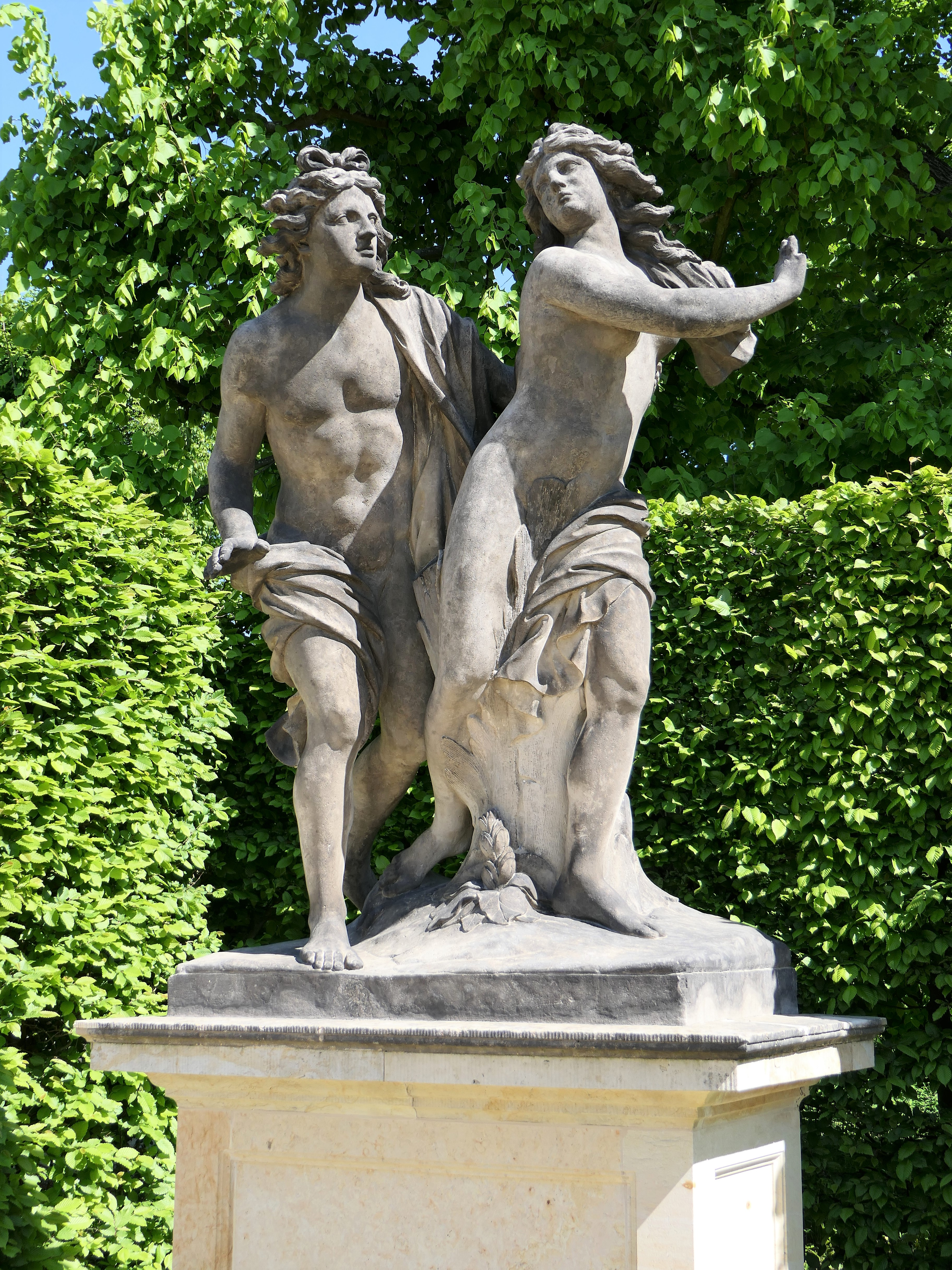
Apollo und Daphne
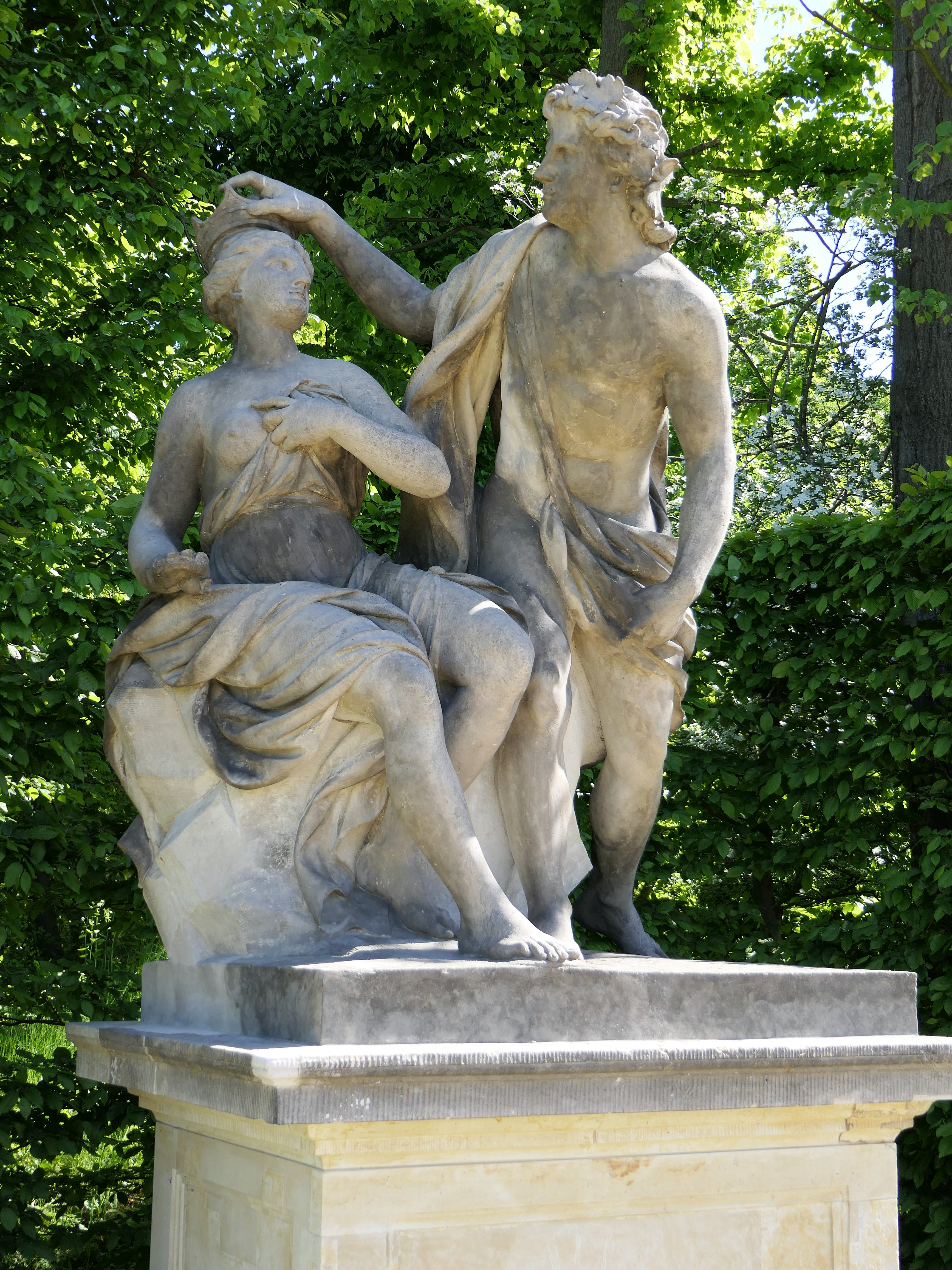
Bacchus und Ariadne
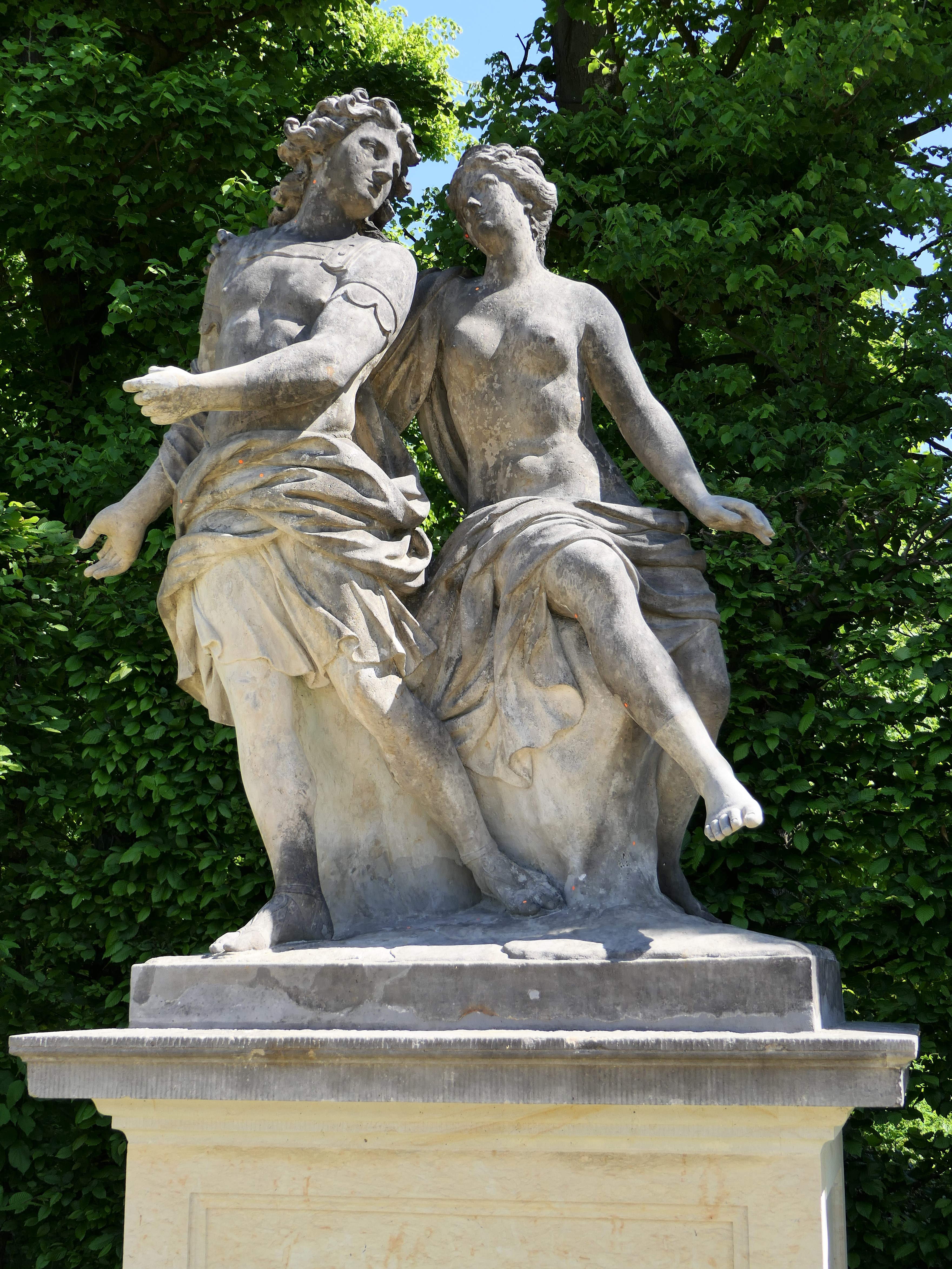
Ceyx und Alcyone
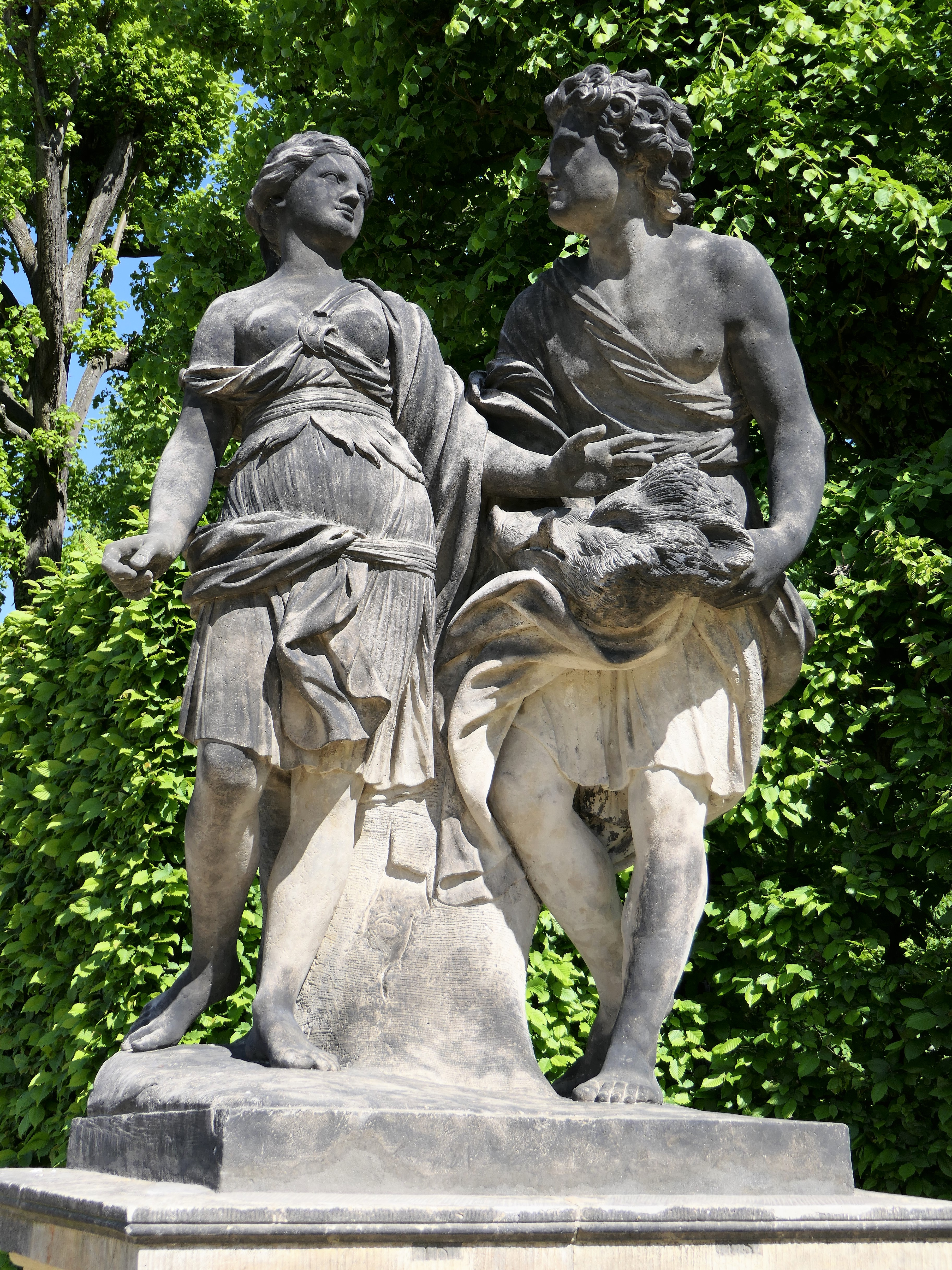
Meleager und Atalante
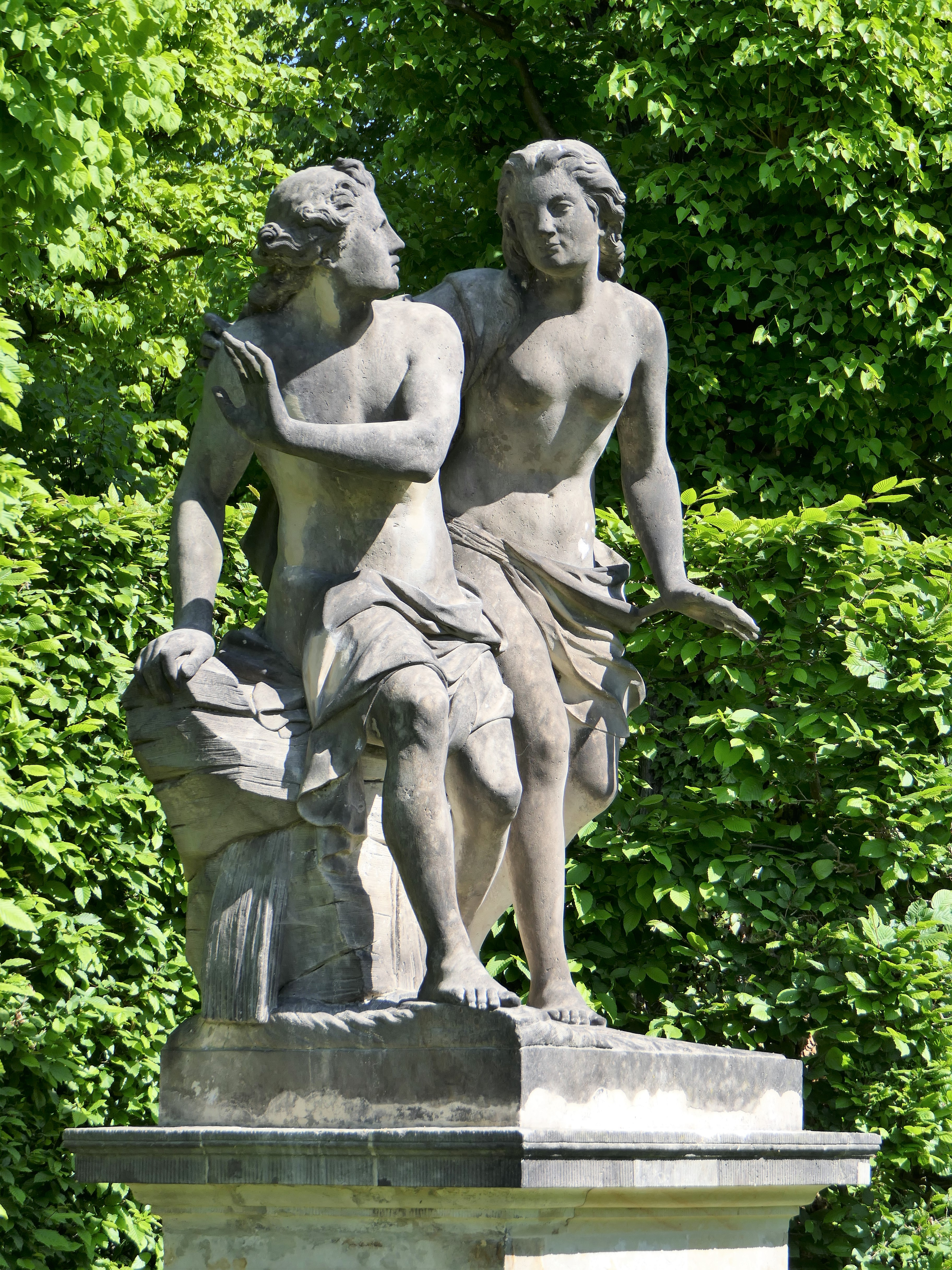
Narcissus und Echo
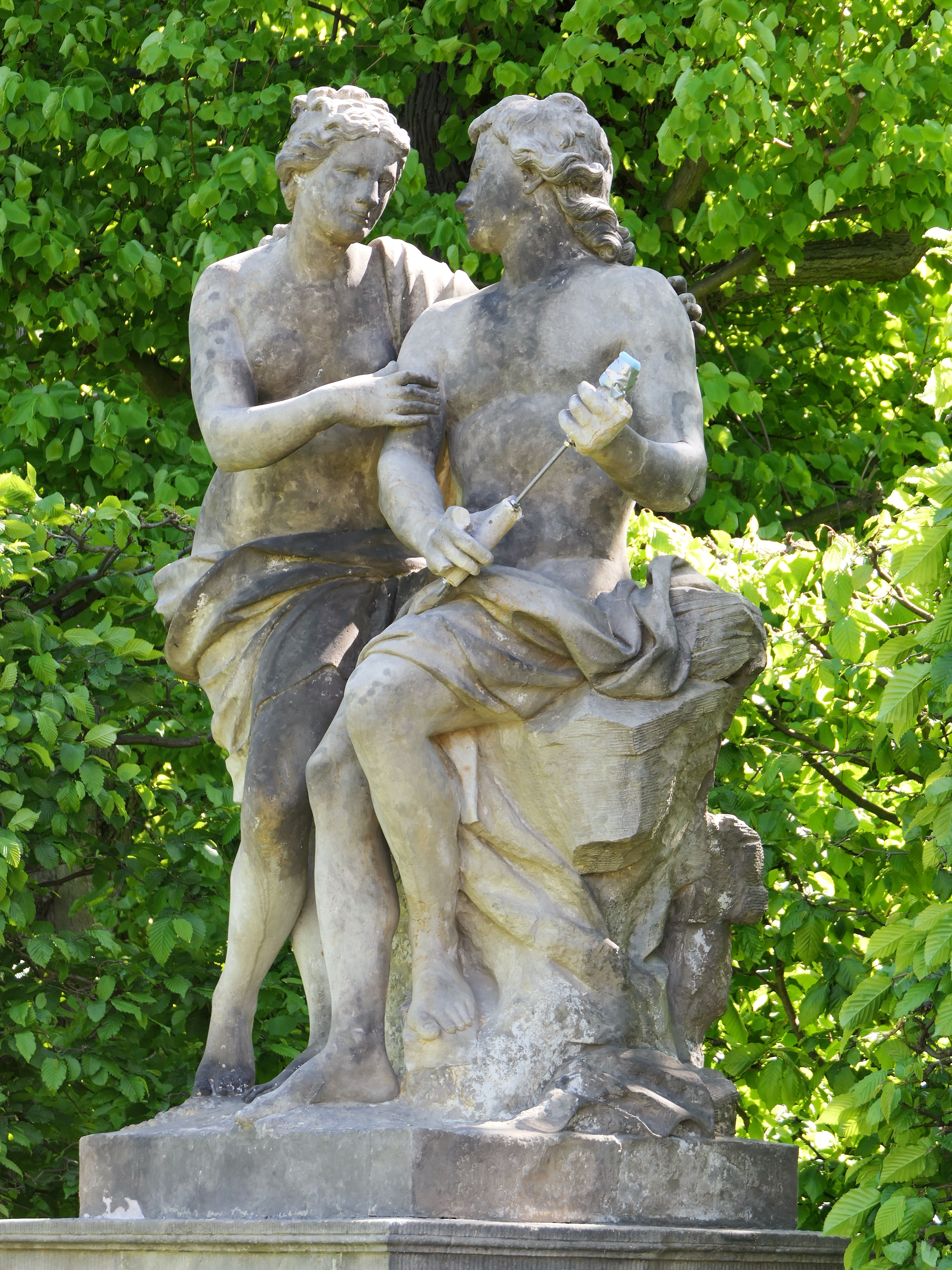
Orpheus und Eurydice
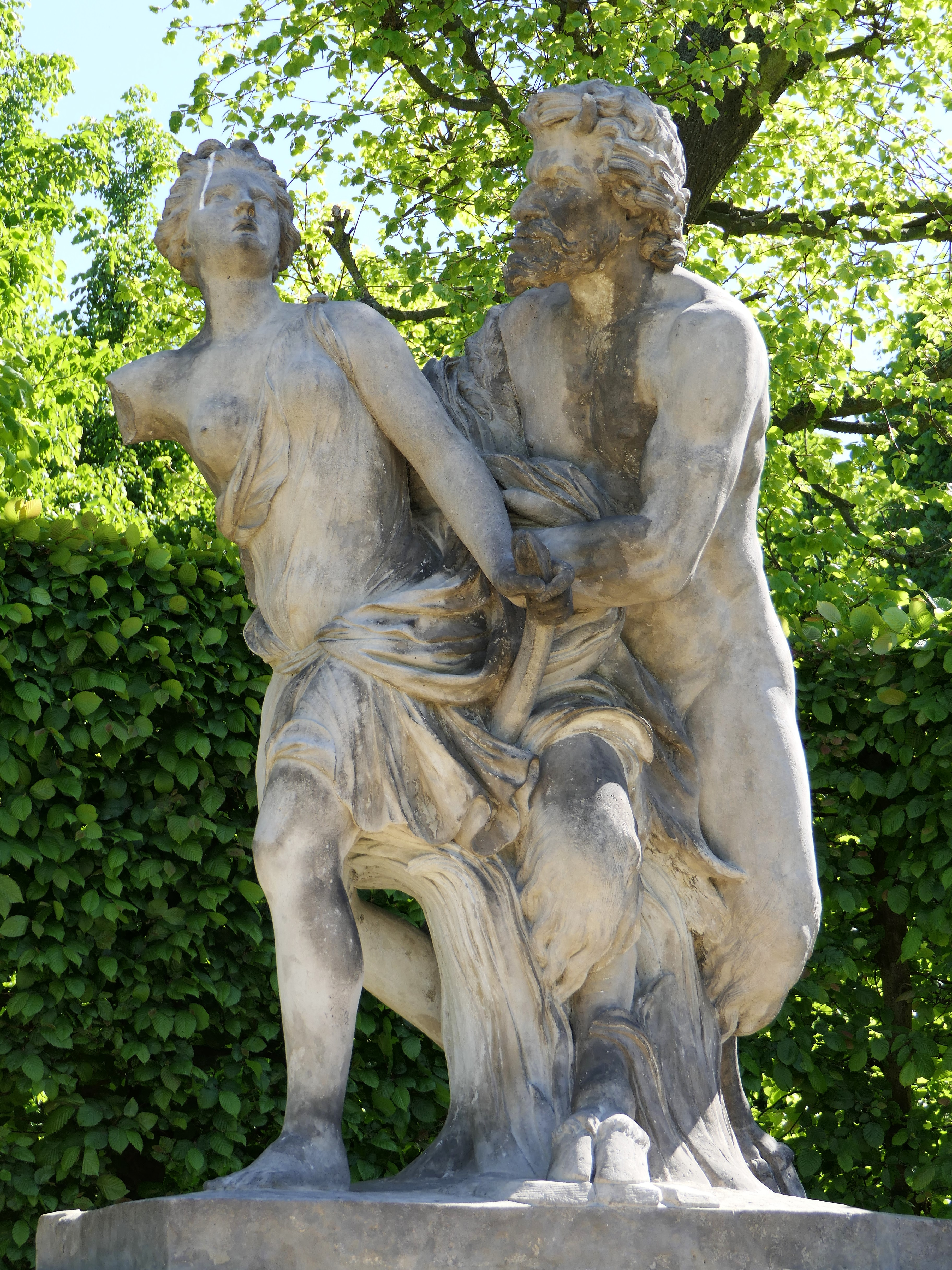
Pan und Syrinx

## Orangerie

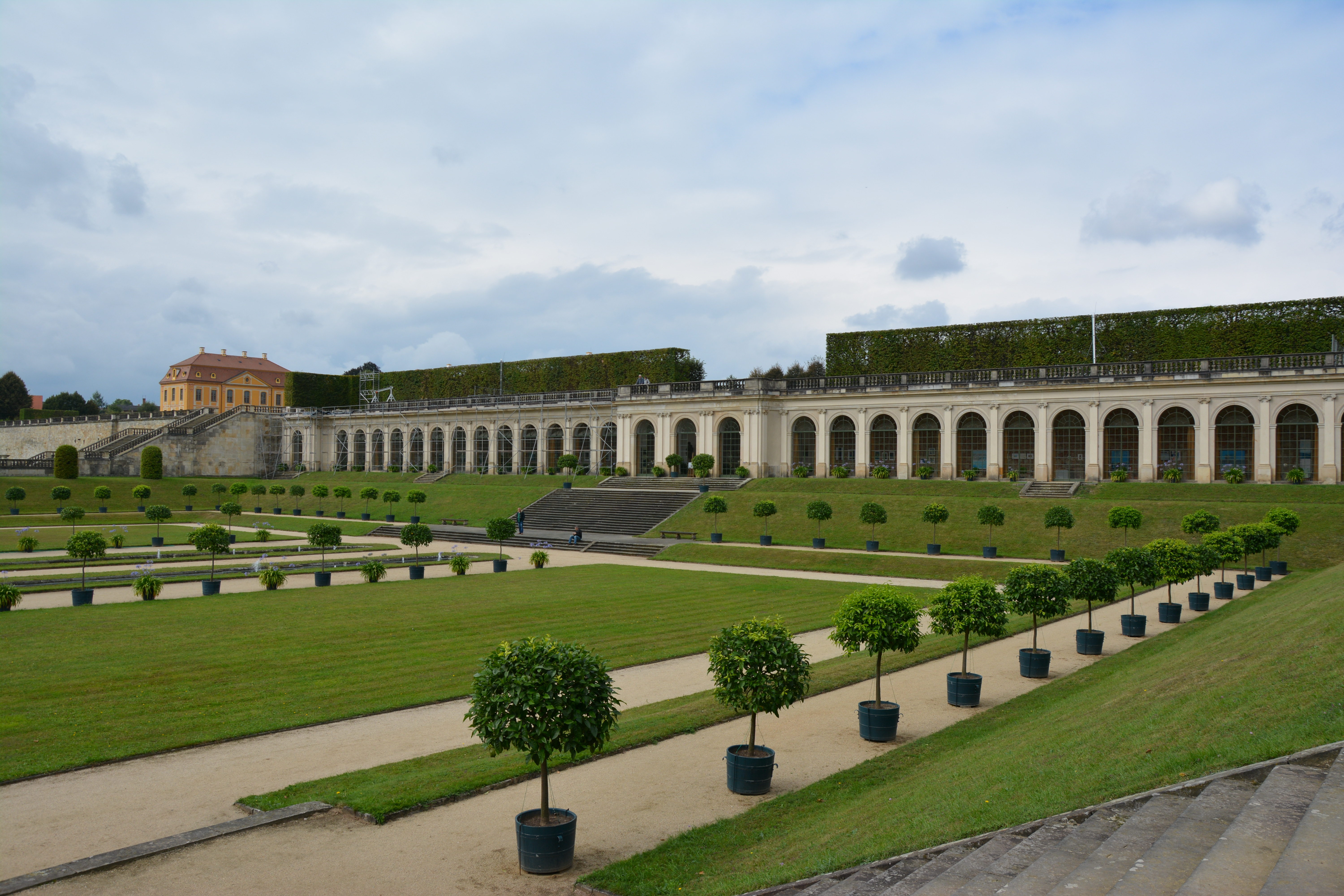
Untere Orangerie

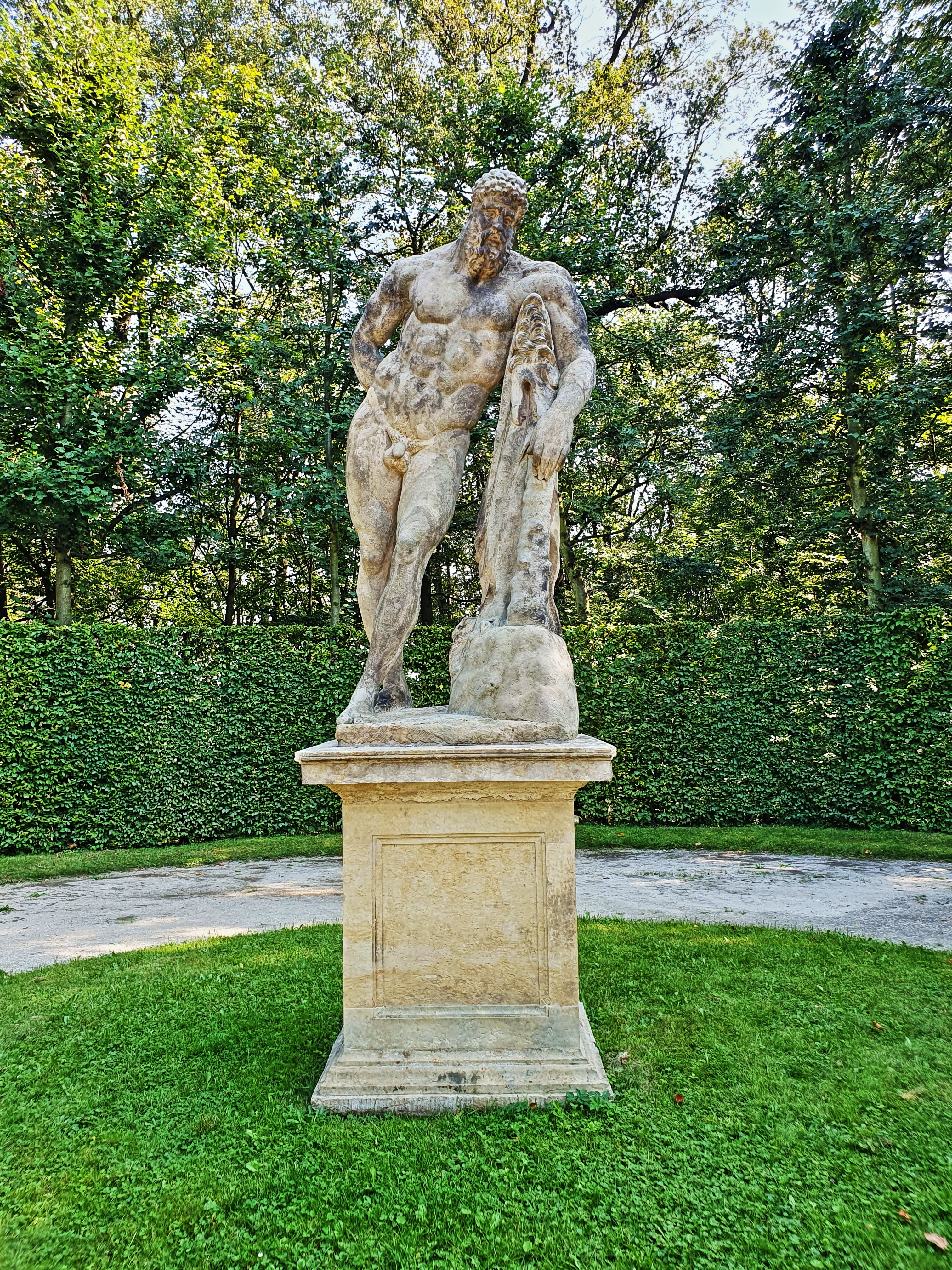
Kopie des Herkules Farnese

Orangerien gehörten als Sammlungen von südländischen Pflanzen zum klassischen Formenkanon der Barockgärten. Neben Orangen wurden auch Myrten, Granatäpfel, Lorbeeren und Feigen in Großsedlitz gepflegt. Die Tradition der Orangerien geht auf italienische Vorbilder der Renaissancezeit zurück. Bei ihrer Anlage spielte der griechische Herkules-Mythos eine wichtige Rolle; nach diesem Mythos sollte Herkules, als eine von zwölf Aufgaben, goldene Äpfel aus dem Garten der Hesperiden holen. Durch die offensichtliche Ähnlichkeit von Orangen mit goldenen Äpfeln ließ sich eine schmeichelhafte Beziehung ihres Besitzers mit den tugendhaften Merkmalen von Herkules ableiten. In Dresden hatte bereits Kurfürst Johann Georg III. im Großen Garten vier Herkulesstatuen an den beiden Enden einer Herkulesallee aufstellen lassen, ein Frühwerk Permosers. In Großsedlitz ließ August der Starke eine Kopie des Herkules Farnese platzieren. Für August spielte der Herkules-Mythos gerade auch wegen des offensichtlichen Bezugs zu seiner eigenen legendären Körperstärke eine ganz besondere Rolle; auf dem Dach des Wallpavillon im Dresdner Zwinger trägt Permosers Hercules Saxonicus die Weltkugel.
Laut dem Inventarverzeichnis von 1736 hatte der Barockgarten zu dieser Zeit 1.250 Orangenbäume, wobei der Bestand an Pomeranzen (Bitterorangen) besonders wertvoll war. Jahrelange Vernachlässigung und vermutlich ein Heizungsausfall im strengen Winter 1928/29 vernichteten die letzten verbliebenen Bestände.
Im Jahr 1997 wurden erstmals wieder 150 Orangenbäumchen aus der Toskana angeschafft; der heutige Bestand ist auf über 400 Kübelpflanzen, darunter 140 Pomeranzen, angewachsen. Deren Überwinterung erfolgt bei Temperaturen von 5 bis 8 Grad Celsius in der Unteren Orangerie.

## Aktuelle Situation
Der Barockgarten gelangte 1992 in den Besitz des wieder entstandenen Freistaates Sachsen. Gleichzeitig begann eine umfassende Restaurierung und Rekonstruktion von Garten und Gebäuden.
Zur heutigen, öffentlich zugänglichen Anlage gehören neben dem Friedrichschlösschen das Alte Gärtnerhaus, die Obere und Untere Orangerie, das Obere Parterre, das Wasserparterre (Parterre d’eau), die „Stille Musik“, das Untere Parterre, die Waldkaskade und das Naturtheater.
Von Ostern bis Oktober eines jeden Jahres findet eine Vielzahl von Veranstaltungen im Garten statt. Höhepunkt ist dabei das Gartenfest am ersten Wochenende im August. Es soll an das erste Fest des Polnischen Weißen Adlerordens erinnern, das unter August dem Starken erstmals in Großsedlitz begangen wurde.
Ende Mai 2018 fanden zum sechsten Mal die seit 2013 jährlich stattfindenden Sächsischen Zitrustage im Barockgarten statt. Während dieser Ausstellung präsentierte der Barockgarten erneut seine Sammlung kostbarer Zitrusgewächse.

## Besucherzahlen
- 2017: 61.072[20]
- 2018: 55.290[21]
- 2019: 45.403[22]
- 2021: 46.297[23]
- 2022: 44.146[24]
- 2024: 52.000[25]

## Schutzstatus und Gefährdung
Neben der denkmalrechtlichen Unterschutzstellung relevanter baulicher und gartenbaulicher Anlagen steht der Barockgarten Großsedlitz seit April 2011 als FFH-Gebiet (landesinterne Nr.: 173, EU-MELDENUMMER: 5049-305) unter dem Schutz der Europäischen Kommission (NATURA 2000). Ein Teil seiner Fläche ist eines von drei Arealen an den Großsedlitzer Elbhängen, die vollständig zum Landschaftsschutzgebiet „Großsedlitzer Elbhänge und Hochflächen“ gehören.
Trotz des hohen denkmalrechtlichen und naturschutzrechtlichen Schutzstatus sind für die Ackerflächen, welche die Umgebung des Kulturdenkmals prägen, seit 2017 intensive Planungen für ein interkommunales Industriegebiet (Industriepark Oberelbe – IPO) durch die Städte Pirna, Heidenau und Dohna im Gange. Das Industriegebiet soll sich auf 3 Teilflächen mit insgesamt ca. 140 Hektar südlich der Parkanlage entlang der Bundesstraße 172a erstrecken. In einem ersten Bauabschnitt ist auf dem Pirnaer Teil des IPO auf ca. 98 Hektar der „Technologiepark Feistenberg“ geplant. Die verkehrliche Erschließung soll über eine neue Anschlussstelle von der B172a, ca. 800 m südöstlich vom Barockgarten Großsedlitz entfernt, entstehen.
Verschiedene Persönlichkeiten des öffentlichen Lebens und 12 große Verbände des Natur- und Denkmalschutzes protestieren seit Februar 2022 in einem Offenen Brief gegen den Industriepark. Ebenso hat sich das Deutsche Nationalkomitee von ICOMOS (INTERNATIONAL COUNCIL ON MONUMENTS AND SITES) in seiner Stellungnahme vom Juli 2022 ganz ausdrücklich gegen die geplante Bedrohung des unmittelbaren kulturlandschaftlichen Umfeldes des Barockgartens positioniert und forderte die Einstellung der weiteren Planungen für den IPO.
Wegen der akuten Gefährdungslage durch die IPO-Planungen wurde der Barockgarten Großsedlitz seit dem 10. März 2022 in die Rote Liste der gefährdeten Baudenkmäler Deutschlands beim Verband Deutscher Kunsthistoriker e. V. aufgenommen.